# Colectivos de Buenos Aires

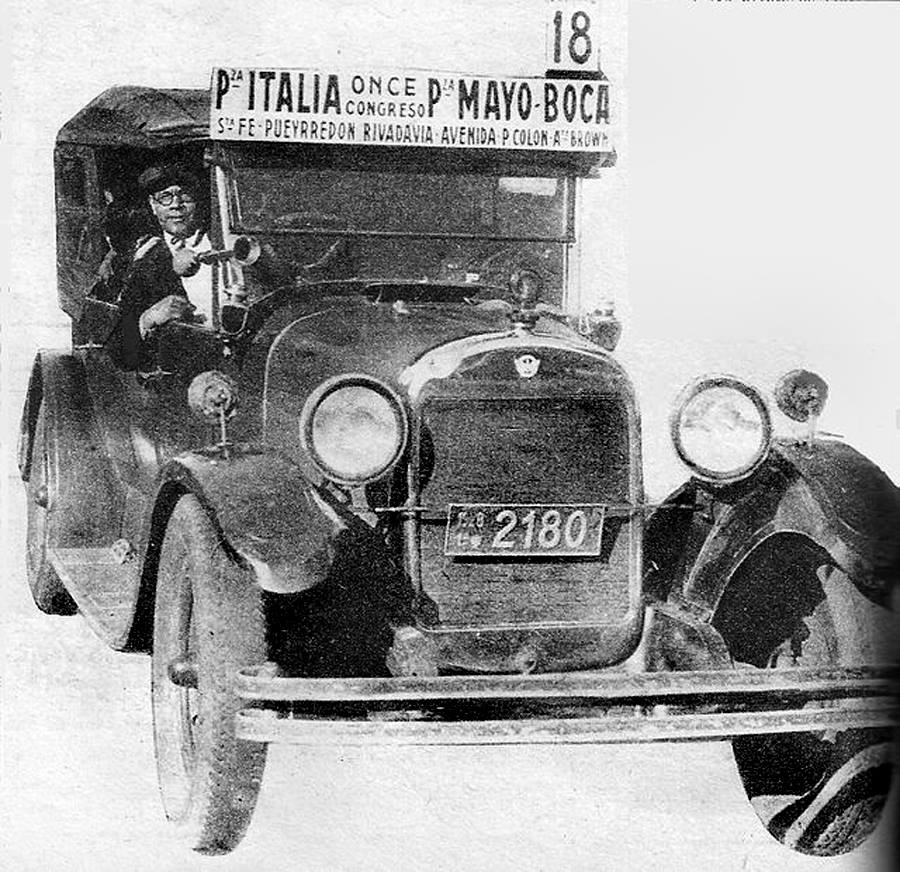
Primitivo auto-colectivo porteño.

En Buenos Aires, colectivo (de «transporte colectivo») es el nombre dado a una intrincada red de cerca de 400 líneas de autobuses que recorren el área metropolitana. Su origen se remonta a 1928, año en el que un grupo de taxistas decidió realizar un recorrido fijo anunciándolo con un cartel en su parte delantera y permitiendo subir a más de un pasajero.
Con la desaparición del tranvía se convirtieron en el primer medio de transporte, absorbiendo muchos viejos recorridos. Dado a su desarrollo descentralizado y dinámico, los colectivos de la Ciudad de Buenos Aires representan una típica tradición porteña, siendo también conocidos coloquialmente con el lunfardismo "bondi". 
El negocio es manejado por unas pocas empresas privadas. La empresa que mayor número de líneas tiene es el grupo DOTA (Doscientos ocho transporte automotor) y le sigue La Nueva Metropol que cuenta con 27 líneas actualmente. El servicio de transporte automotor de la Ciudad y la Región Metropolitana de Buenos Aires está conformado por 91 empresas que operan 136 líneas de colectivos.

## Generalidades

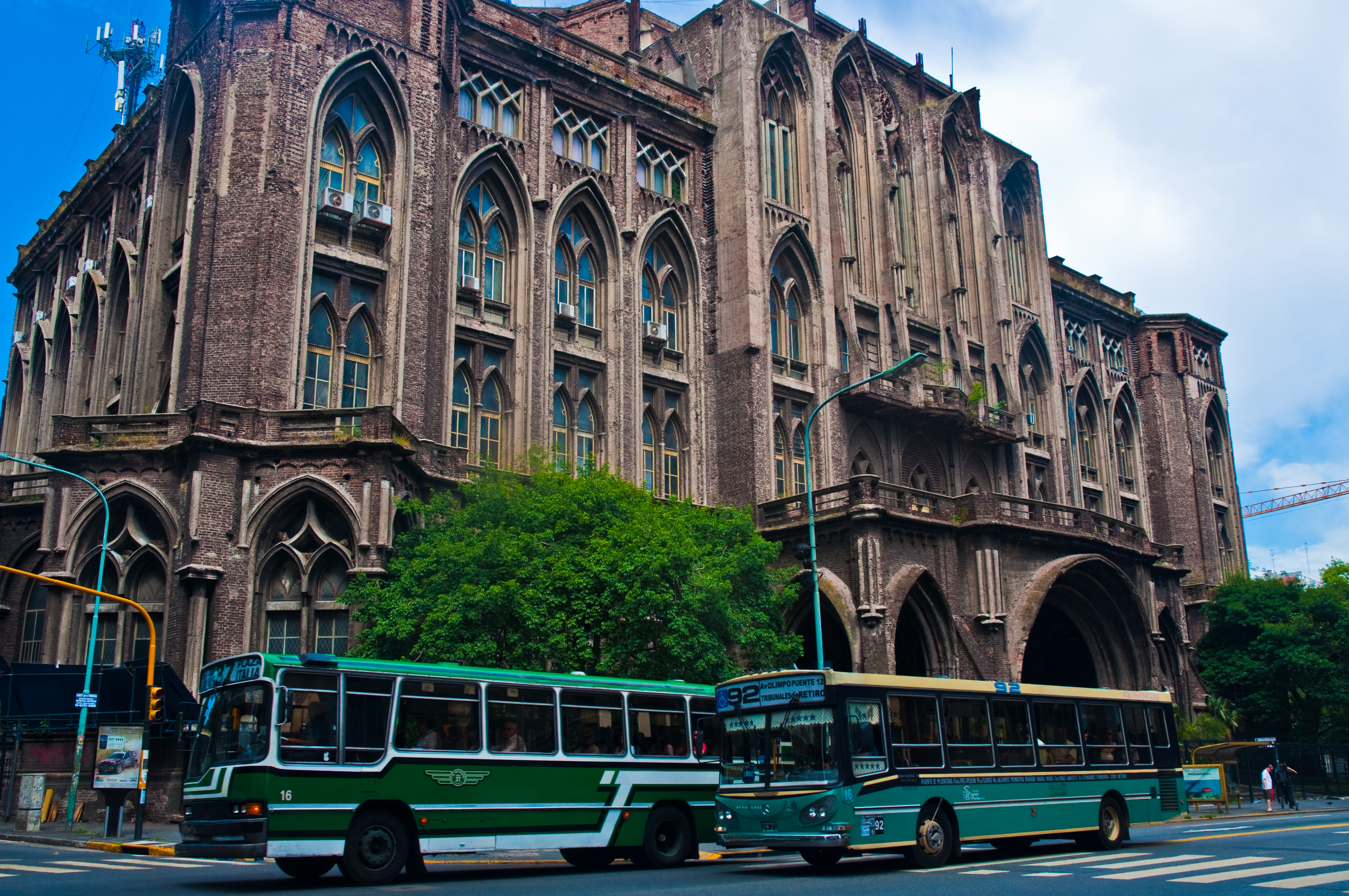
Colectivos de las líneas 137 y 92 en la avenida General Las Heras.

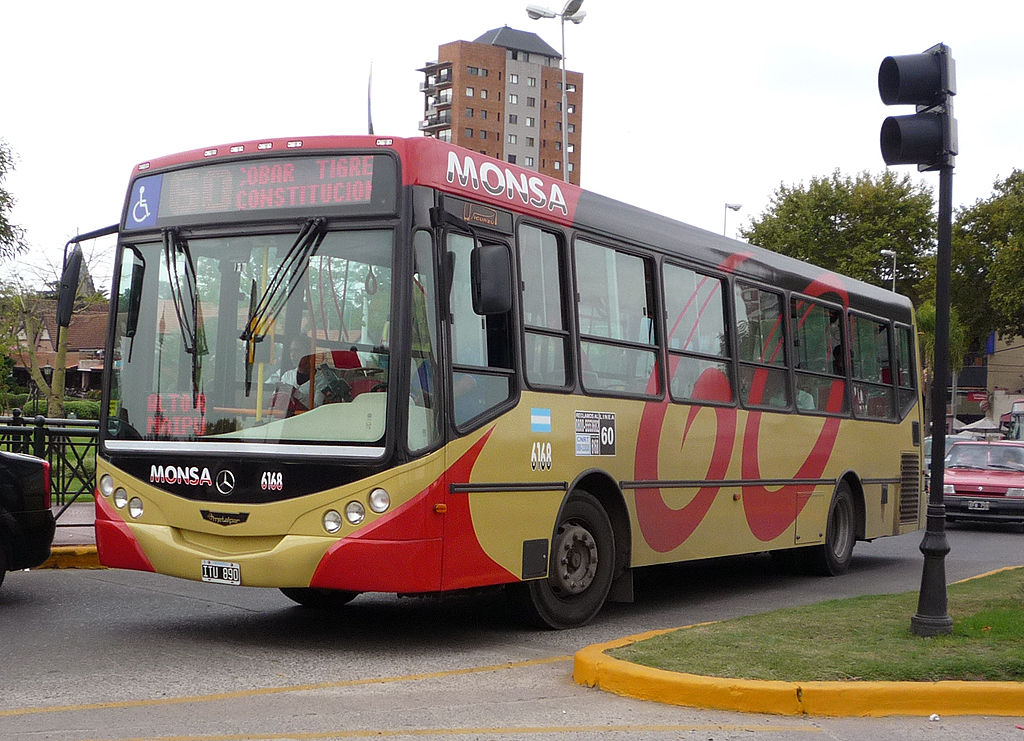
Un moderno coche de la legendaria Línea 60 (Constitución-Tigre-Escobar).

En Buenos Aires el colectivo es el transporte público más utilizado, con las ventajas, dependiendo de la línea, de funcionar todo el día y encontrarlo en la mayoría de las calles de la ciudad, ya que sus recorridos componen una serie de trazos complementarios de alto alcance.
Las paradas están identificadas con un cartel que indica el número de la línea y una síntesis de los principales puntos de su recorrido.
Cada línea tiene un número y las unidades de una misma línea están identificadas por uno o hasta tres colores. El ascenso se realiza por la puerta delantera y el descenso por la trasera o por la puerta central. Para solicitar el descenso al conductor se debe tocar un timbre que se encuentra cercano a la puerta, con antelación a la parada de destino.

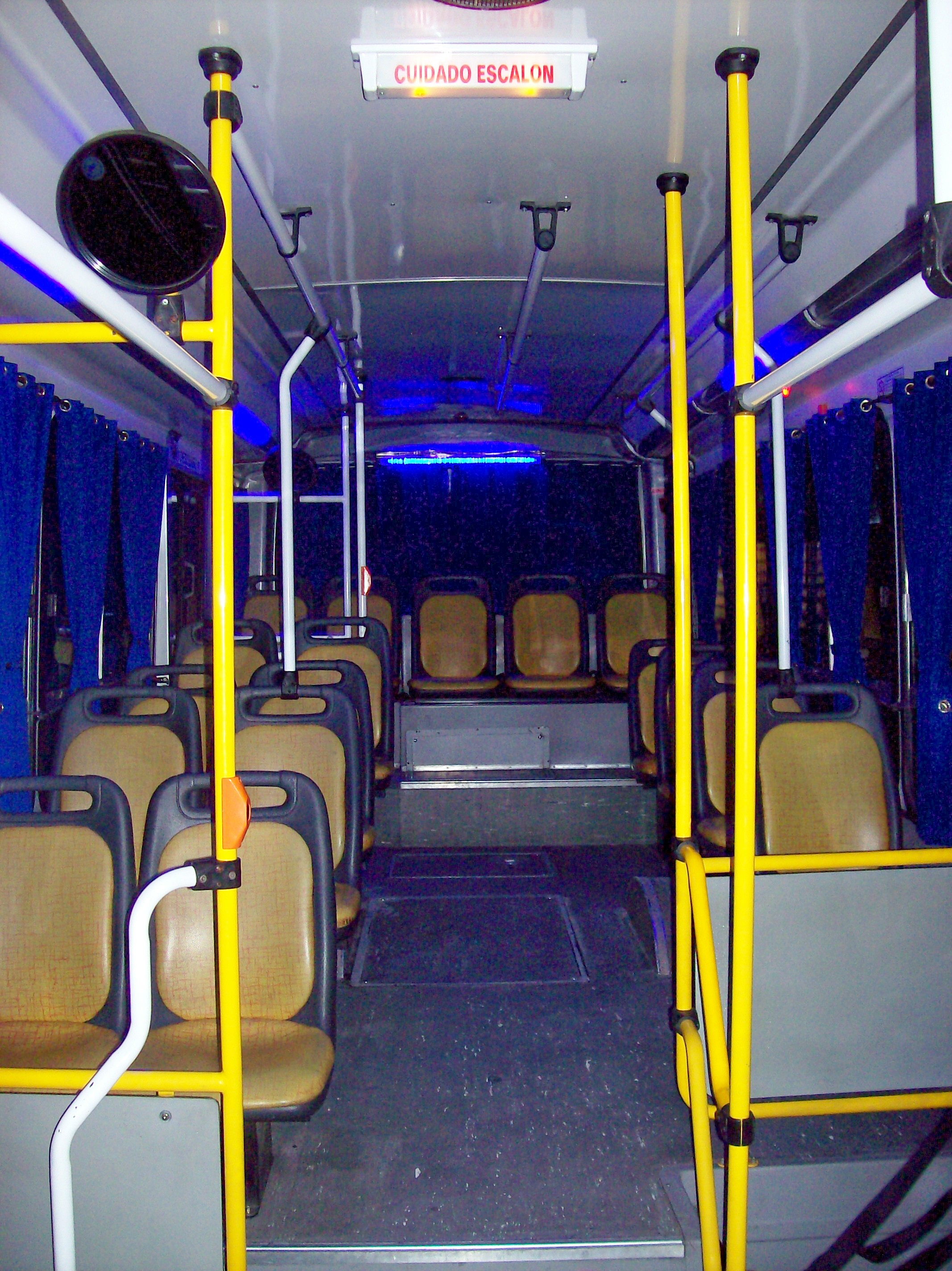
Interior adornado de un colectivo de la línea 71, interno 35.

El esquema de tarifas del servicio depende del recorrido realizado, del origen y destino del pasajero, y del medio de pago. Para los viajes de los colectivos urbanos de servicio común que se desarrollen en el Área Metropolitana de Buenos Aires, la tarifa vigente en agosto de 2025 en CABA, oscila entre los siguientes montos:
- ARS 506,39 para viajes hasta 3 km
- ARS 564,12 para viajes entre 3 y 6 km
- ARS 607,58 para viajes entre 6 y 12 km
- ARS 651,08 para viajes entre 12 y 27 km

Los montos mencionados son con SUBE registrada, de lo contrario, el precio es mayor.
Mediante una resolución del año 1972 se estableció un régimen tarifario especial para los escolares que viajan habitualmente en las empresas de transporte por automotor de pasajeros, urbanas y suburbanas, de jurisdicción nacional, para concurrir a los establecimientos públicos de educación ubicados en la Ciudad de Buenos Aires o dentro del área, que al día de la fecha cuesta AR$ 0,05.
El pasaje en los viajes urbanos se paga dentro del colectivo y antes podía hacerse con monedas, en una máquina al efecto o con una tarjeta magnética prepaga llamada "SUBE" que también sirve para las líneas ferroviarias y el subte. Este último sistema pasó a ser el exclusivo medio de pago en los colectivos del Área Metropolitana de Buenos Aires desde el 10 de diciembre de 2015.
Los colectivos prestan servicio durante las 24 horas del día. Si bien a partir de las 22 horas la frecuencia se reduce a criterio del prestador de cada línea, la empresa tiene la obligación de prestar un servicio, a lo sumo, cada 30 minutos.

## Historia

### Antecedentes: El primer colectivo en Luján
El 25 de mayo de 1922, un vecino de Luján, el señor José Ventura Acuña, crea el primer servicio urbano de colectivos que recorre el trayecto desde la Plaza Belgrano, frente a la Basílica de Nuestra Señora de Luján, hasta la Estación del Ferrocarril Oeste de la ciudad, (hoy Ferrocarril Sarmiento), distante unas 20 cuadras. El vehículo Ford que lleva los pasajeros fue previamente remodelado y pintado de color verde oscuro. Sus laterales carecían de vidrios, usando para protección de los 16 usuarios unas cortinas enrollables.

### Origen: el taxi-colectivo

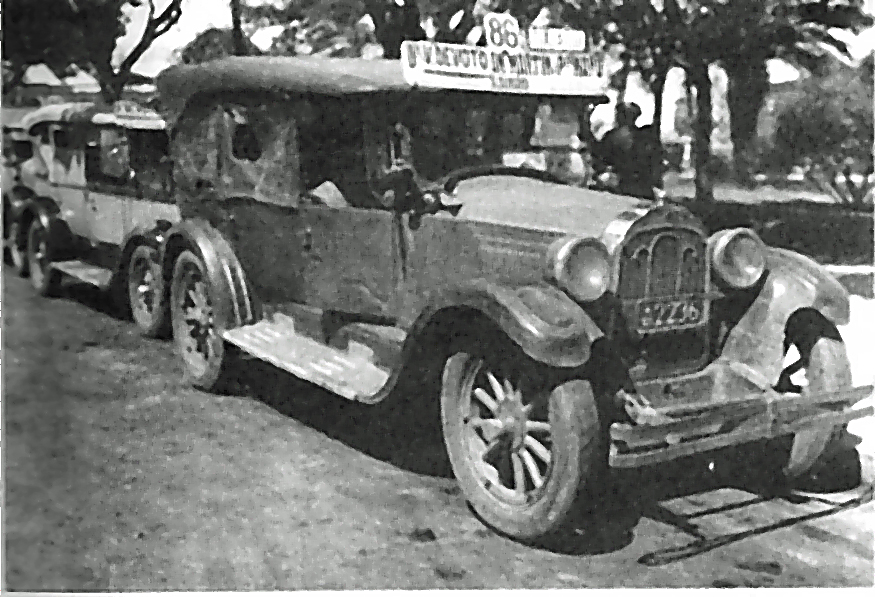
Línea 86, en 1930 (luego línea 105).

El nacimiento del colectivo en la ciudad de Buenos Aires fue una consecuencia de la merma, hacia fines de la década de 1920, de los pasajes de taxis debido a la gran competencia de los ómnibus y tranvías. En efecto, el 20 de agosto de 1922 se había creado la primera línea de ómnibus de larga distancia que prestó un servicio continuó en la ciudad. A partir de entonces se habían creado varias compañías y el 13 de diciembre de 1923 fue aprobada la ordenanza general sobre servicios de ómnibus. En enero de 1924 ya existían 16 empresas de ómnibus y otras 16 con solicitud de permiso. Por otra parte, existían varias líneas de tranvía, llamado tramway por los porteños de aquella época.
Los taxistas debieron aguzar el ingenio para atraer clientes realizando servicios especiales, como llevar gente al hipódromo, aprovechar alguna presentación de artistas populares en barrios o zonas cercanas, o llevar gente a las canchas de fútbol los domingos, cobrando una tarifa fija a cada pasajero.

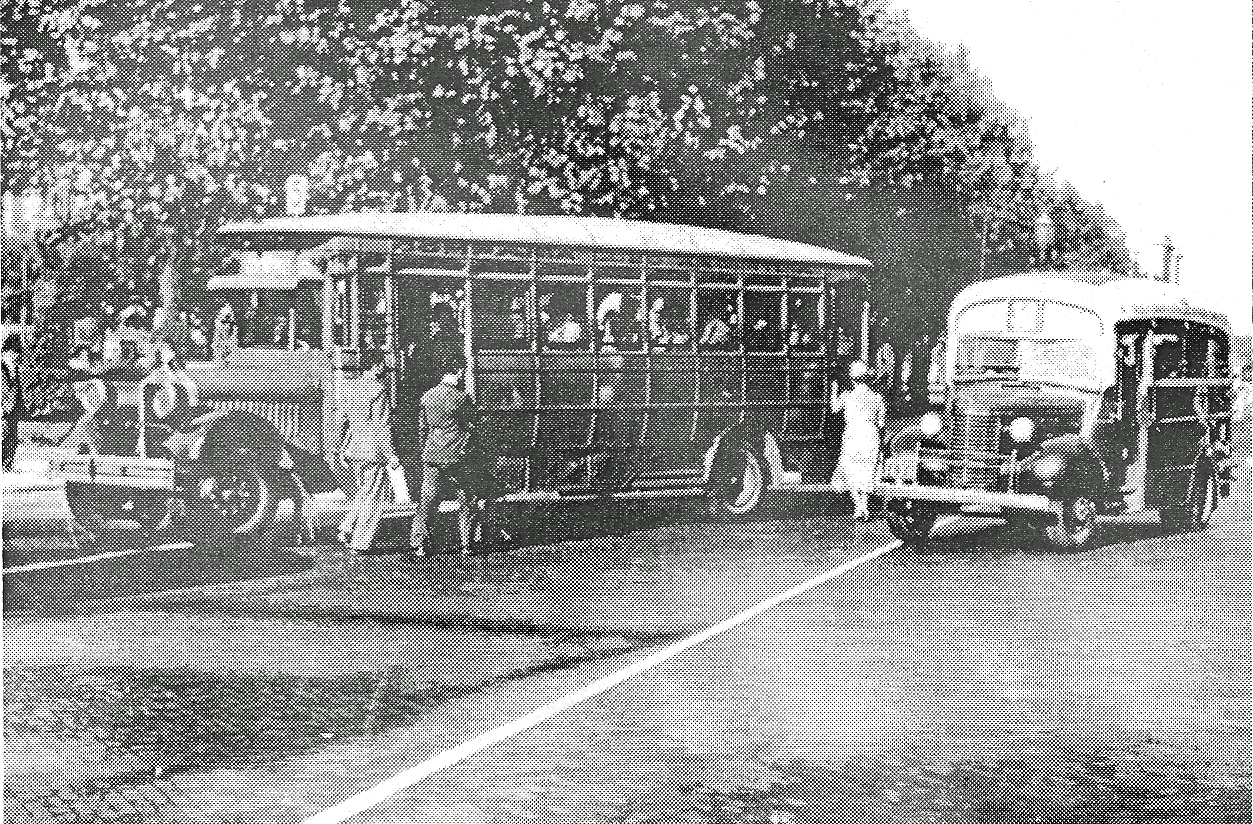
Ómnibus de 28 asientos (Línea 5, Luso Argentina) y colectivo Chevrolet '39 carrocería el Trébol de 11 asientos (línea 36). Su menor tamaño hacía al colectivo más ágil.

En 1928, en el Café La Montaña, de Carrasco y Rivadavia (algunos en realidad dicen que fue en la esquina de Rivadavia y Lacarra), se reunían en tertulia algunos taxistas. Entre los más entusiastas (se mencionan a Desiderio Rodríguez, Manuel Pazos, Felipe Quintana, Aristóbulo Blanquet y Lorenzo Forte) surgió la idea de poner en práctica el “auto-colectivo”. 
La primera línea de la ciudad circuló el 24 de septiembre de 1928. Partía desde Primera Junta, paraba en Plaza Flores y finalizaba en Lacarra y Rivadavia. Al poco tiempo los servicios se unieron en una empresa denominada Primera (El historiador Julio A. Luqui Lagleyze sostiene que si bien este fue efectivamente el primer colectivo de la ciudad de Buenos Aires, sin embargo, en el conurbano, más precisamente en el Vicente López, la idea del colectivo ya había nacido en 1924).
Los auto-colectivos de esa primera línea llegaron a ser 40. Llevaban hasta 5 pasajeros y no cobraban boleto al subir: recién cuando llegaban a destino los pasajeros pagaban el viaje (10 centavos hasta Plaza Flores, 20 de punta a punta del recorrido). Al principio, temerosos de sufrir multas o secuestros de vehículos, escribían con tiza en la carrocería las terminales del recorrido. Luego un tablero de madera sobre el parabrisas anunciaba el recorrido y el mismo taxista era el que elegía el número de línea. Así, a la primera línea, le siguió la "8": desde Nazca y Rivadavia hasta Plaza de Mayo. Pero eligieron un mal día para la inauguración: 12 de octubre de 1928, fecha en la que asumió como presidente de la Nación Hipólito Yrigoyen, hecho que les impidió terminar el viaje pues la policía cortó el tránsito para poder realizar la ceremonia de asunción del mando.
Como las mujeres eran reacias a subirse a los colectivos, los dueños contrataron a algunas que viajaban para animar a las demás a hacerlo. Hubo también líneas exclusivas para damas, siendo la que hacía el servicio a Plaza Flores una de las primeras en tener esta modalidad. Comenzaron además a colgar un reloj de bolsillo en el tablero para poder verlo y cumplir con el horario de llegada a los destinos. Había taxistas que no gustaban de la innovación, ya que se trabajará más, y el auto podía romperse más fácil por el exceso de peso.[cita requerida]
Al poco tiempo se vieron en la necesidad de carrozar los coches para incluir más pasajeros. Fue de José Fonte y José Chiofalo el primer colectivo en tener este tipo de carrocería, y la misma fue realizada por Calzón y Rodríguez Hnos. De esta manera podían entrar 11 pasajeros: tres atrás, tres en el medio, uno adelante, dos en sendos transportines de cada lado, y dos más al junto al "chofer". Si el que estaba en el fondo tenía que bajar los demás debían descender para dejarlo pasar.

### La Corporación del Transporte
| Año       | Colectivo                                                                        | Otros medios                                                                     |
| --------- | -------------------------------------------------------------------------------- | -------------------------------------------------------------------------------- |
| 1903      |                                                                                  | Primer ómnibus automotor.                                                        |
| 1928      | Taxis con cartel frontal y destinos fijos.                                       |                                                                                  |
| 1934      | Camiones cortos carrozados.                                                      |                                                                                  |
| 1939      |                                                                                  | Ómnibus moderno sin aspecto a tranvía.                                           |
| 1942 1943 | Primera gran huelga de colectivos particulares.                                  | Unidades frontales. Ascenso por adelante y descenso por el medio. Motor trasero. |
| 1946      | Se alargan: 16 asientos en Capital y 20 en el conurbano. Publicidad en el techo. |                                                                                  |
| 1948      |                                                                                  | Primeros trolebuses. Ómnibus con cambio y cierre de puertas automáticos.         |

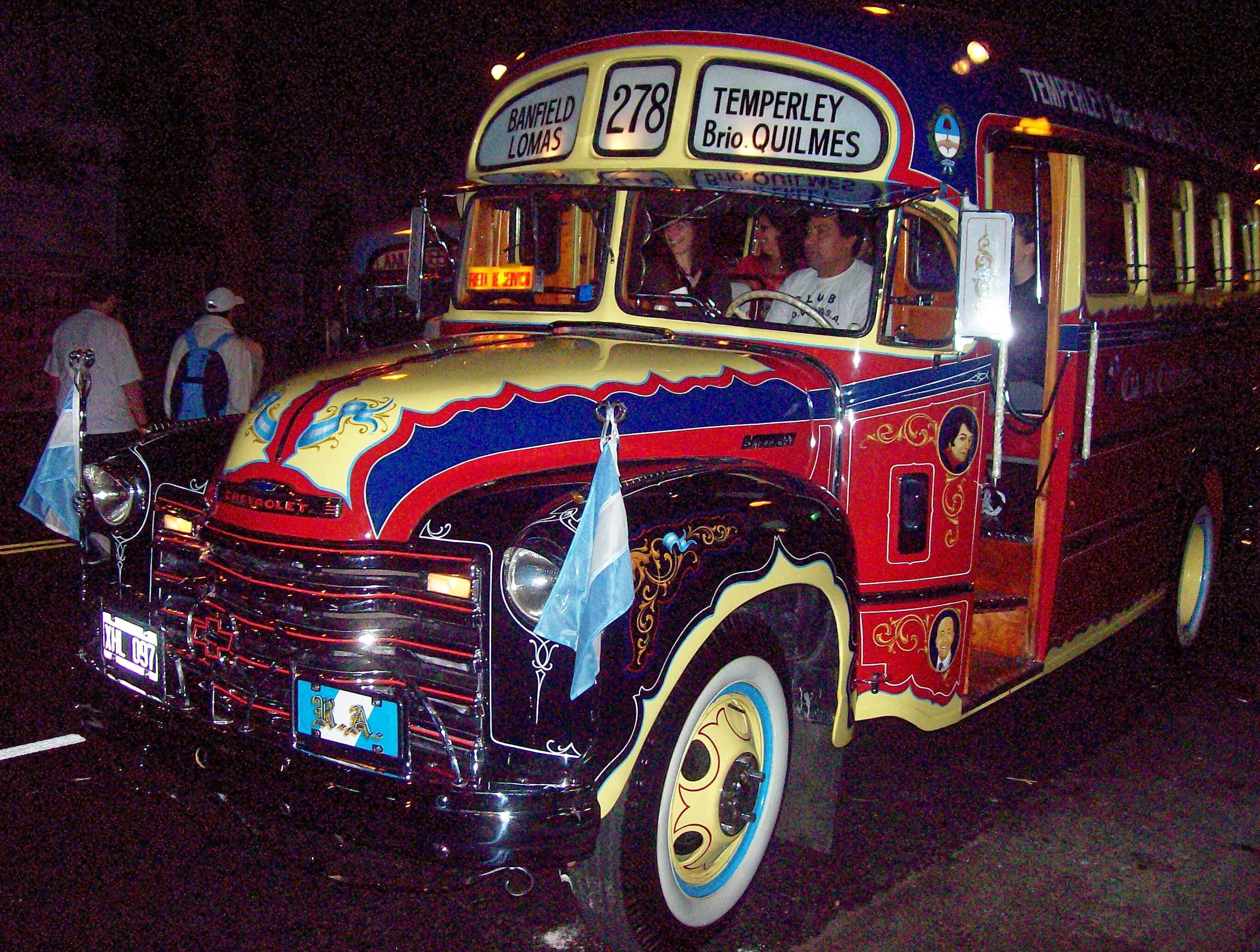
Chevrolet modelo 1947

Para contrarrestar la competencia del nuevo medio de transporte, las empresas tranviarias consiguieron que los funcionarios al servicio de los grandes inversores les hicieran difícil la existencia a los colectiveros. Pero el servicio ya era un hecho imposible de anular: las líneas se fueron extendiendo y además de ser un medio de transporte más ágil que el ómnibus y sobre todo, que el tranvía, era más rápido, por lo que la gente comenzó a usarlos cada vez más.
En cuanto a los ómnibus, su desarrollo fue contenido por la acción de la poderosa compañía Anglo Argentina, de capitales ingleses, que fue comprando activos de las compañías de ómnibus y del mismo modo fue controlando varios sistemas de transporte urbano. En 1932 una ordenanza municipal prohíbe la circulación de colectivos, para beneficiar a la empresa de tranvías británica.
En abril de 1931 la línea 26 (Parque Chacabuco - Correo Central) comenzó a circular con coches expresamente construidos para el transporte de pasajeros, con mayor capacidad que las hasta entonces improvisadas unidades. Además fijaba la tarifa en 20 centavos, sin importar el trayecto. Una cooperativa de conductores, presidida por Valentín Iglesias, fue la encargada de presentar la novedad. El público lo recibió como una cosa extraordinaria, y fue copiado por las demás líneas. Pero fue el origen de un conflicto entre la Municipalidad y los dueños de las empresas. Sucede que la reglamentación de la Intendencia Municipal disponía que los pasajeros subieran y descendieran únicamente por la puerta del lado izquierdo del coche (ya que en el Buenos Aires de entonces aún se circulaba por la izquierda) pero los coches, al provenir la mayoría de países con circulación por derecha, tenían el volante del lado izquierdo, lo que obligaba al conductor a bajarse para dejar salir o entrar al pasajero. Los conductores iniciaron entonces un paro de protesta que llevó a que la Municipalidad incautara los coches y los pusiera de vuelta en servicio llevando una franja que decía "Colectivo municipal". Los conflictos se sucedían y a veces los pasajeros infringían las ordenanzas llevando, por ejemplo, un pequeño asiento móvil para evitar estar de pie en el pasadizo.

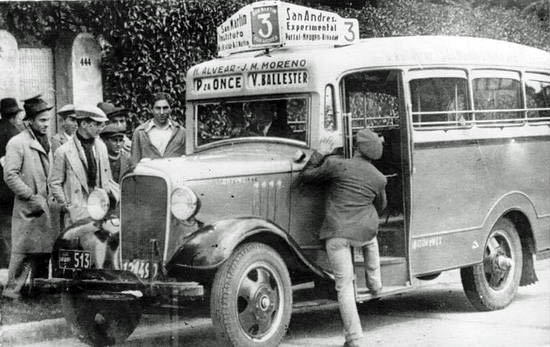
Chevrolet circa 1934, de la desaparecida línea 3, que unía Plaza Miserere con Villa Ballester.

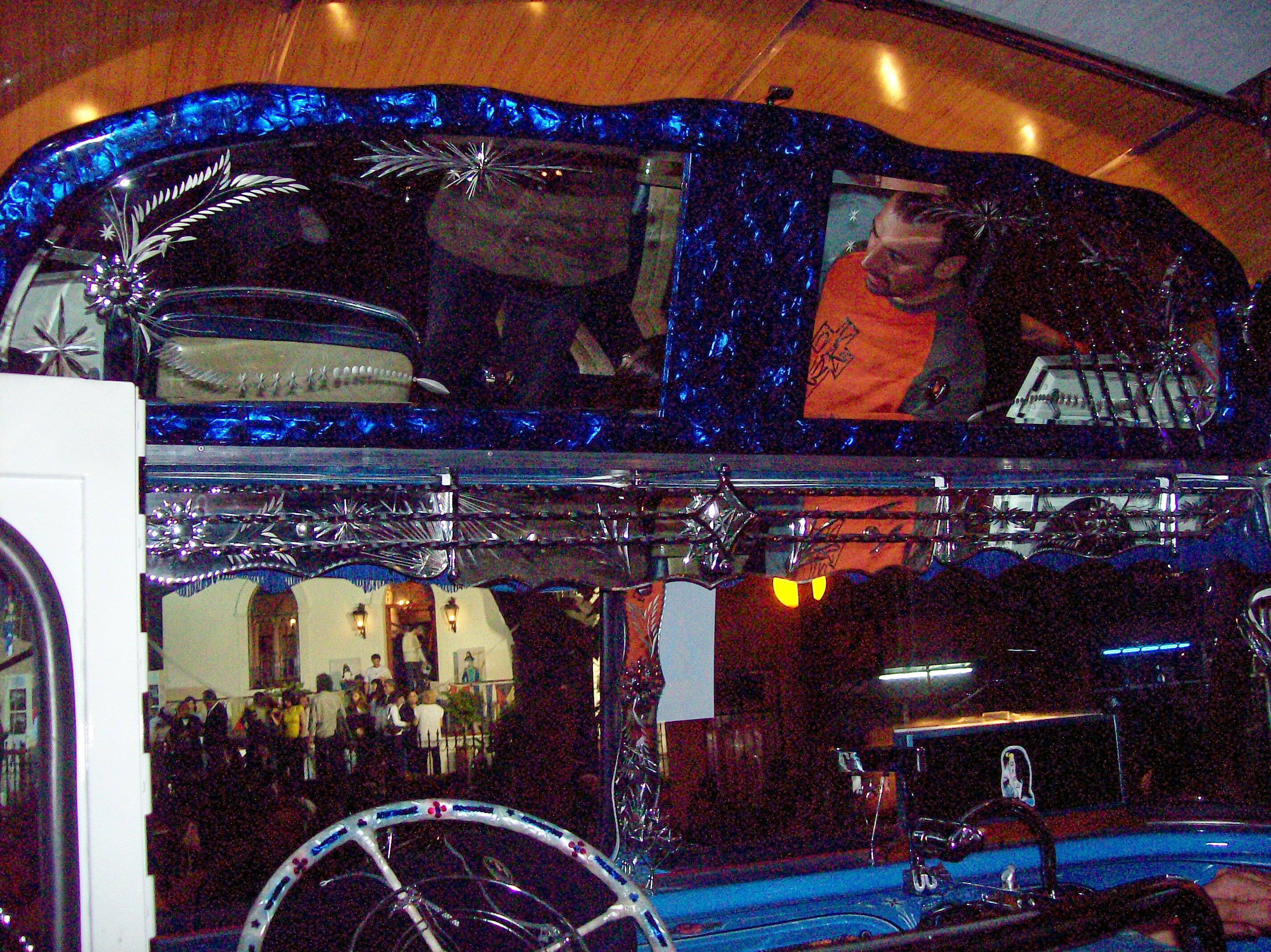
El gran espejo delantero era una característica de los colectivos hasta hace pocos años.

A fines de 1932 la Municipalidad se decidió a reglamentar el servicio y habilitó las líneas, numerándolas del 1 al 69 fijando como medidas máximas 5,30 m de largo, 2 m de ancho y 2,50 de alto con 10 asientos como máximo (contra los 17 a 36 que tenían los ómnibus).
Los colectivos estaban pintados de un color abajo y otro en el techo, separados por una franja debajo de las ventanillas.
Las líneas eran sociedades de hecho conformadas por personas que eran a veces tanto dueños como choferes y mecánicos al mismo tiempo. Algunos coches eran de propiedad compartida y cuando crecieron en número hubo también empleados. Sin embargo no constituían empresas formales como las de los ómnibus.
En julio de 1934 se implementó el uso de "taxímetros" en los colectivos. Eran enormes, constaban de diez "banderitas", coincidentes con la capacidad de asientos del vehículo. Cuando el pasajero subía, el conductor bajaba la banderita, y el aparato emitía un boleto para el de 10 centavos que para los primeros 4.000 metros de recorrido. Por cada nuevo tramo de la misma longitud emitía para ese pasajero un nuevo boleto, de manera que cuando el pasajero descendía se podía saber cuanto debía pagar, de acuerdo al número de boletos emitidos.
Con la llegada de Hipólito Yrigoyen, el gobierno argentino comienza a negociar un acuerdo comercial con Gran Bretaña conocido como D'Abernon que estipulaba un aumento en la compra de carnes  argentina a cambio de la exclusividad de las empresas británicas en la compra de material ferroviario el otorgamiento de extensiones a los ferrocarriles, la concesión de subterráneos, la construcción de elevadores y caminos por empresas británicas.
En 1936 se aprobó la creación de la Corporación de Transportes de la Ciudad de Buenos Aires, que el 17 de febrero de 1939 se quedó con los bienes de la Anglo Argentina de Tramways indemnizándola con acciones de la Corporación de Transporte en relación con el capital invertido Esta Corporación y la Coordinación Nacional del Transporte (1937) buscaban subordinar el transporte automotor de pasajeros y de carga al transporte ferroviario. Es que estos organismos estatales fueron creados como parte del trato preferencial del pacto Roca-Runciman, a cambio de una cuota de exportación de carne argentina a Inglaterra (que era dueña entre otras cosas de la casi totalidad de los ramales ferroviarios de la Argentina).
Este monopolio frenó el desarrollo del colectivo ya que todas las empresas de transporte que no fueran los ferrocarriles y las líneas de mediana distancia, creadas después de 1934, con cabecera en la ciudad de Buenos Aires, fueron obligadas a integrarse a la Corporación. Debido a lo difícil que se les hacía trabajar a los colectivos en la ciudad, éstos comenzaron a volcarse hacia los suburbios, y así se convirtieron en una pieza esencial para el desarrollo de estos.

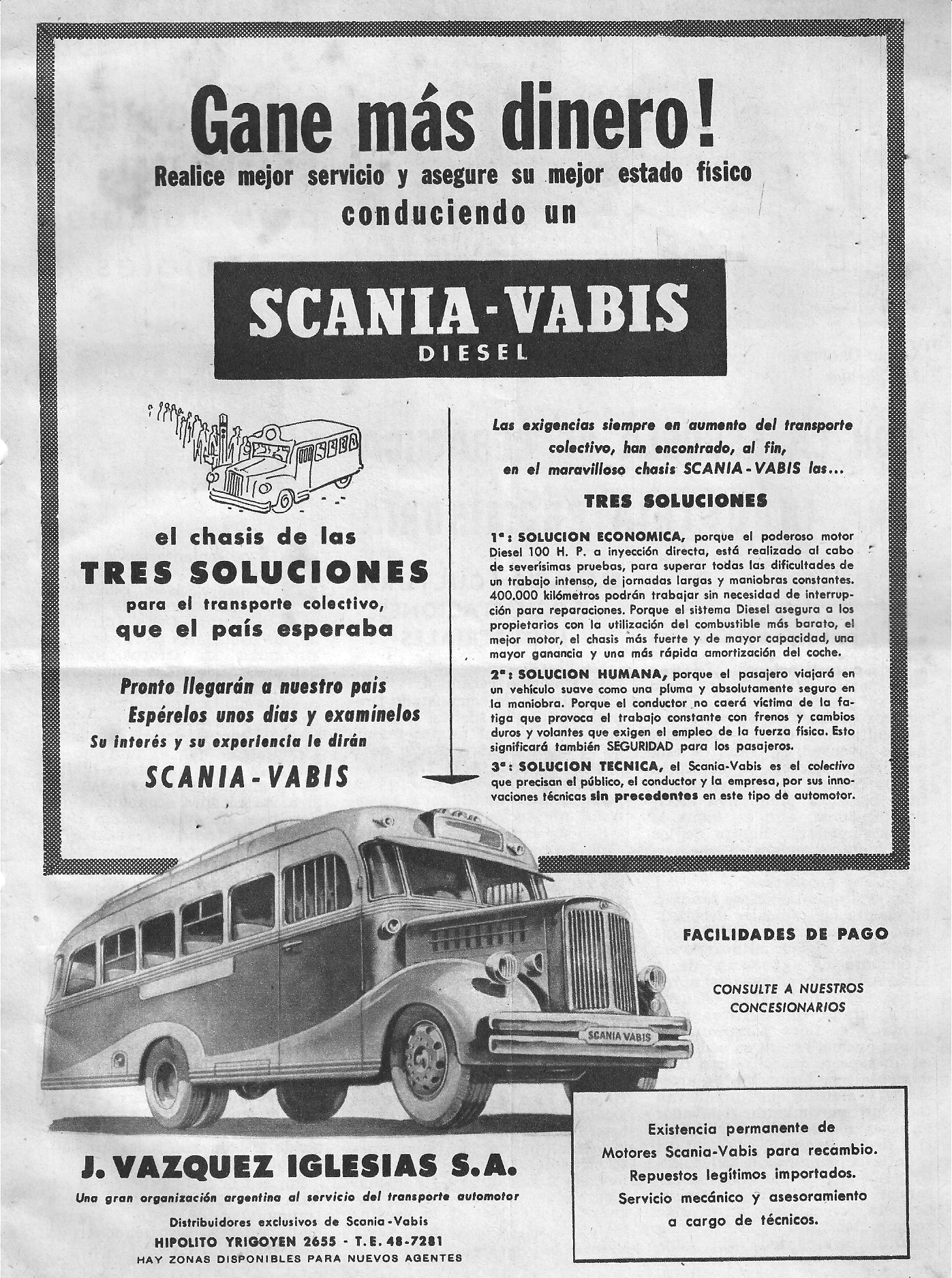
Publicidad de 1956 promocionando un Scania Vabis.

Se aumentó el límite del monto de las remesas que se enviaban a Londres, en libras esterlinas, destinadas a los ferrocarriles ingleses.
La empresa anglo-argentina de tranvías, recibió favoritismo frente a los nuevos colectivos, con la creación de la Corporación de Transporte, aunque el presidente Justo, rechazó el pedido inglés de obtener un beneficio garantizado del 7 % hasta cubrir las pérdidas. Lisandro de la Torre, Demócrata-progresista, desde el Senado,  expuso en un informe de denuncia de un negociado, entre el gobierno de la Concordancia (a través de la gestión del Ministro de Hacienda, Federico Pinedo y el Secretario de Agricultura y Ganadería, Eduardo Duhau). La ley concedía a empresas de capital británico el monopolio, por 56 años, del transporte urbano de Buenos Aires. La nueva empresa tenía la exclusividad de los transportes de la Capital Federal y podía exigir a los dueños de colectivos privados su ingreso en la Corporación y expropiación privada de los mismos sin indemnización.
La Segunda Guerra Mundial imposibilitó la adquisición de material rodante y así la corporación tuvo que reducir drásticamente los servicios. En fines de 1941, al entrar en guerra los Estados Unidos, los repuestos y automotores, que eran mayoritariamente de ese país, comenzaron a escasear, al igual que el combustible y los neumáticos. Una manera de solucionar la falta de estos últimos, fue que aquellos que circulaban por la Avenida Rivadavia comenzaron a hacerlo sobre las vías del tranvía, y otros rellenaban con pasto las cubiertas. También aparecieron aquellos que eran impulsados por carbón o leña.
En 1942, las pocas líneas particulares que no pertenecían a la Corporación, después de insistir infructuosamente con los recursos judiciales, fueron a una huelga, pero a los cuatro meses de su iniciación quedaron endeudados y se vieron en la obligación de llegar a un acuerdo con la Corporación de Transportes: ésta tenía derecho a la expropiación de las unidades pero les cedía la tenencia de las mismas por 90 días para que las explotaran por su cuenta, para luego ser definitivamente expropiados.
Tal fue el caso de las líneas 6, 7, 12, 15, 33, 39, 45 y 68 (hoy 168) que continuaron como empresas privadas y se las llamó líneas de tenencia. Pero el gobierno que asumió luego de la Revolución del 43 suspendió  expropiaciones a las empresas. La mala gestión de la Corporación eprovocaron su quiebra y disolución hacia 1948. El Estado, que era su principal acreedor, la liquidó, y al no haber interesados en ella, la anexó y pasó a llamarse Transportes de Buenos Aires. El servicio de colectivos comenzó entonces a expandirse: Las líneas se extendieron más allá de los límites de la red de tranvías eléctricos, permitiendo que los que vivían en lejanas áreas suburbanas tuvieran un más rápido acceso al centro de Buenos Aires.

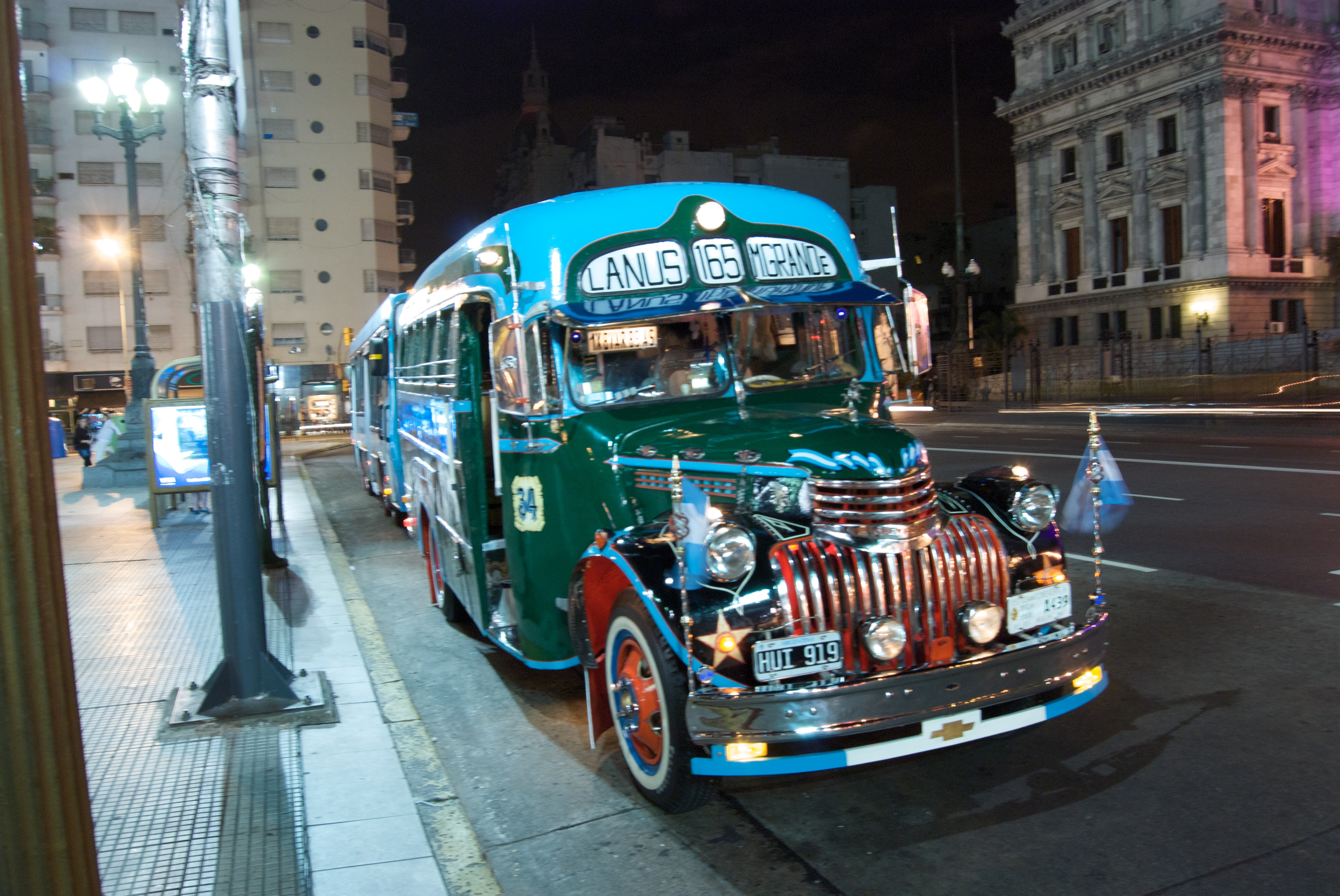
Colectivo Chevrolet modelo 1942.
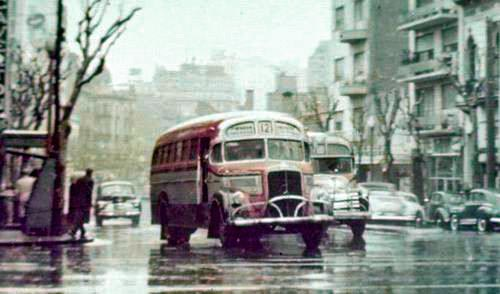
Mercedes-Benz Curvo de la línea 12, carrozado por La Favorita (modelo 1953) y detrás un Chevrolet Sapo de fines de la década de 1940, con carrocería El Indio, de la línea 39.
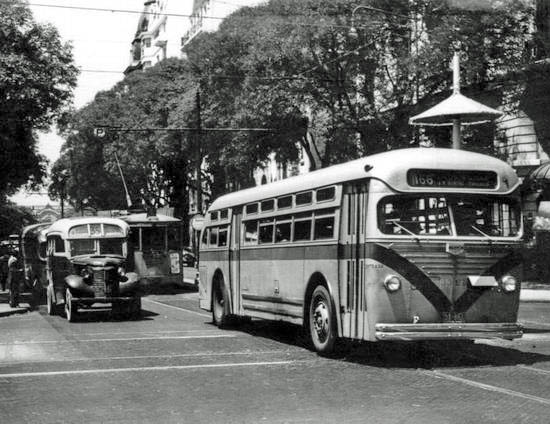
Década de 1950: Ómnibus Mack de Transportes de Bs. As., línea 166 (luego 66, hoy desaparecida) y colectivo Chevrolet línea 35 (hoy 135), junto a un tranvía.

### En manos del Estado

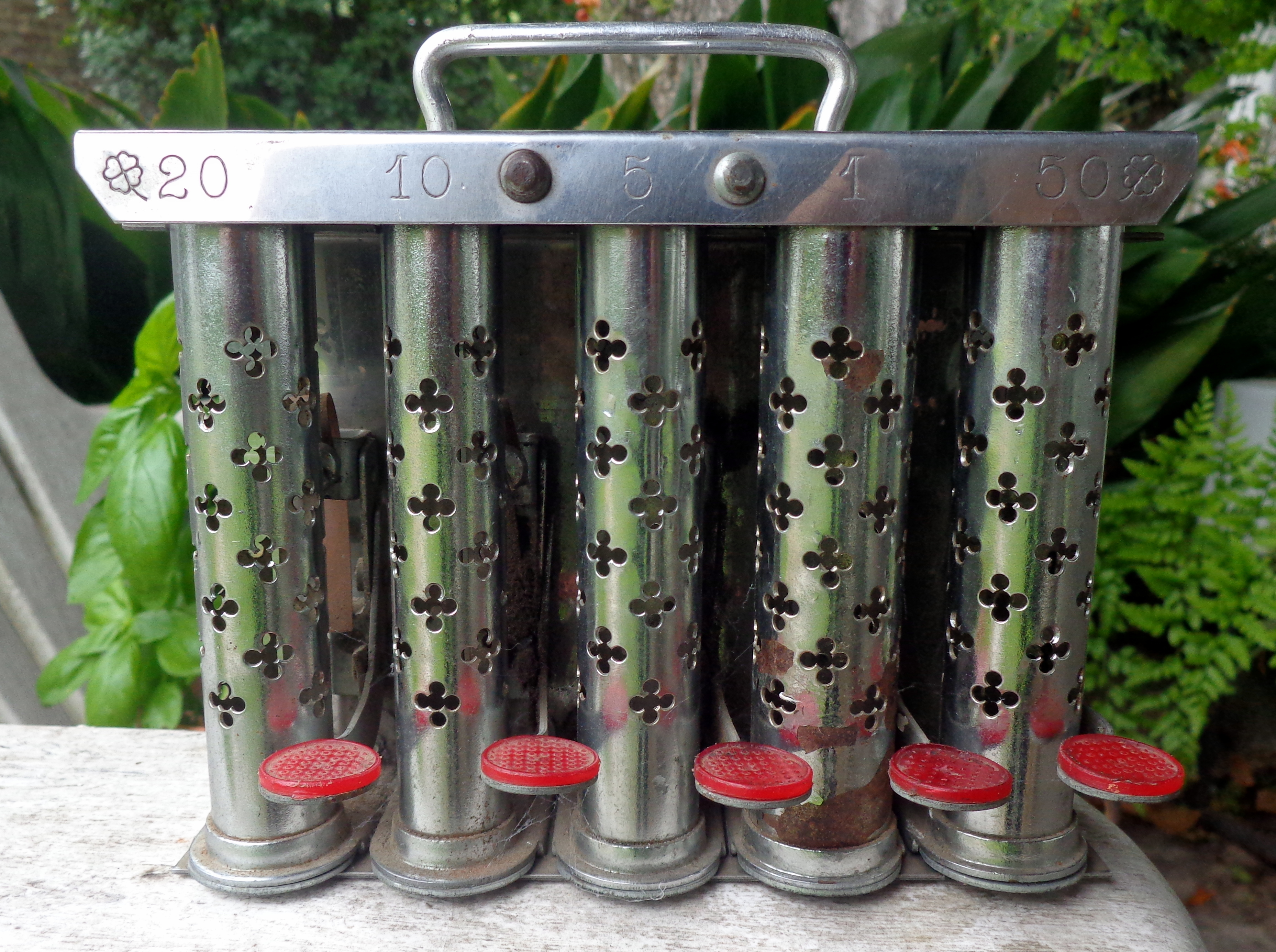
Típica expendedora manual de monedas que se usó por décadas en los colectivos.

En la época de Transportes de Buenos Aires el color de las unidades era plateado con una franja azul, tanto para el colectivo como para todos los transportes de superficie que no fueran trenes.
Los colectiveros que continuaban aún en manos particulares consiguieron que el gobierno les cediera 300 unidades Isotta Fraschini que la Corporación había abandonado. De esta manera se crearon las líneas de emergencia con los números 401 al 407.
Otras líneas adquirieron nuevas unidades, comprando en remates vehículos que habían pertenecido a la Corporación. Estas unidades se encontraban en muy mal estado, de manera que trabajadores de muy diferentes oficios tuvieron que realizar una importante tarea de recuperación. Fue entonces que comenzó el auge del uso del fileteado, dibujo típicamente porteño, en la parte externa de las carrocerías, para embellecer las deterioradas carrocerías y exaltar el orgullo de los colectiveros que lograban así resucitar a esos arruinados coches. Además las empresas de colectivos decidieron bajar el precio del pasaje, como agradecimiento a la solidaridad de los usuarios en la lucha contra la Corporación.
La CTCBA operó entre 1939 y 1947, año en que terminó siendo absorbida por el propio Estado Nacional. La empresa privada debió ser estatizada, debido al fuerte déficit que registró la empresa privada conjunta durante toda su existencia a pesar de la alta rentabilidad garantizada en virtud del tratado Roca Runciman. Los transportes urbanos se encontraban monopolizados desde 1936 por tres empresas (la Anglo-Argentina, la Lacroze y la Chadopyf) y eran conocidas como la Corporación de Transportes. El aumento de los costos (combustibles y salarios) no podía ser compensado por la firma, al mismo tiempo la falta de inversiones deterioro los equipos. Esta política provocó la licuación del capital de las empresas preexistentes y el desgaste de los equipos. La Corporación tenía un importante déficit comercial que fue salvado en reiteradas oportunidades por el gobierno.
En 1946 las líneas de colectivos fueron estatizadas. Durante 1946 y 1947 Perón trató de resolver la crisis del transporte heredada del gobierno anterior, para ello en junio de 1948 se creó la Secretaría de Transportes que adquirió con la Constitución de 1949 el rango de ministerio. Estas medidas junto con la renovación de la flota originaron que en 1952 se constituya una nueva empresa, Transportes de Buenos Aires, gran depuración de servicios tranviarios, reorganizándolos. La Corporación reorganizó las líneas tranviarias y colectivos fusionó algunas de ellas ya que hasta aquel entonces las diferentes compañías habían tenido sistemas propios de numeración, y al unificarse los servicios. Mientras tanto, la gestión estatal produjo cambios notables en la política de precios a favor de los usuarios ya que las tarifas se mantuvieron congeladas o incluso descendieron en algunos casos.
En 1951 comenzaron a aparecer los «gasoleros» (que funcionaban con combustible diésel) y fueron reemplazando con el tiempo a los de nafta, que es como se le llama a la gasolina en los países rioplatenses. En 1954 aparecieron los primeros colectivos Mercedes-Benz, marca que de hecho se convertiría en la única de colectivos.

### La reprivatización de 1955
| Año        | Colectivo                                                                                            | Otros medios                                                                               |
| ---------- | --- | ------------------------------------------------------------------------------------------ |
| 1954- 1957 | Ómnibus de la corporación se incorporan a líneas particulares de colectivos. Primeros Mercedes Benz. | Ómnibus modular.                                                                           |
| 1955       | Ventanilla de aluminio individual, inclinada y corrediza.                                            |                                                                                            |
| 1957       | La ventanilla deja de ser individual                                                                 |                                                                                            |
| 1961       | | Las líneas de ómnibus se privatizan y las unidades se reemplazan de a poco por colectivos. |
| 1963       | Algunas líneas incorporan ómnibus frontales carrozados en el país.                                   | Dejan de circular los tranvías y se reemplazan por ómnibus.                                |
| 1966       | Primeros colectivos con puerta trasera para descender.                                               | Dejan de circular los trolebuses.                                                          |
| 1978       | | Deja de circular el último ómnibus.                                                        |

En 1955, con la llegada de la dictadura autodenominada Revolución Libertadora, Transportes de Buenos Aires vende sus líneas de colectivos (no las de ómnibus),  los números 203, 204, 208, 213, 215, 217, 219, 220, 221, 223, 226, 229, 236, 246, 249, 259, 267, 268 y 270.
Hacia 1961 Transportes de Buenos Aires también privatizó los ómnibus. Similar historia ocurrió con los trolebuses, que dejaron de circular el 24 de abril de 1966, en tanto que el tranvía había dejado de circular en 1963. Así, pasada la década de 1960, el colectivo prácticamente no tenía otro competidor en las calles, exceptuando el taxi. En 1966 comienzan a aparecer los colectivos con puerta trasera.
Como ya había también líneas de colectivos con cabecera en la provincia de Buenos Aires que ingresaban a la ciudad, los números que las distinguían a menudo coincidían con los de otra línea con cabecera en la Capital. Se decidió entonces, en 1969, otorgarles a las líneas de jurisdicción nacional los números del 1 al 199, a las de la provincia del 200 al 499 y del 500 en adelante para los municipios.
A fines de los años 1970 comenzaron a circular colectivos más largos, con 24 asientos. También en esta década comienzan a tener vidrios panorámicos. Hasta entonces eran más bien chicos.

### Década de 1980 y '90

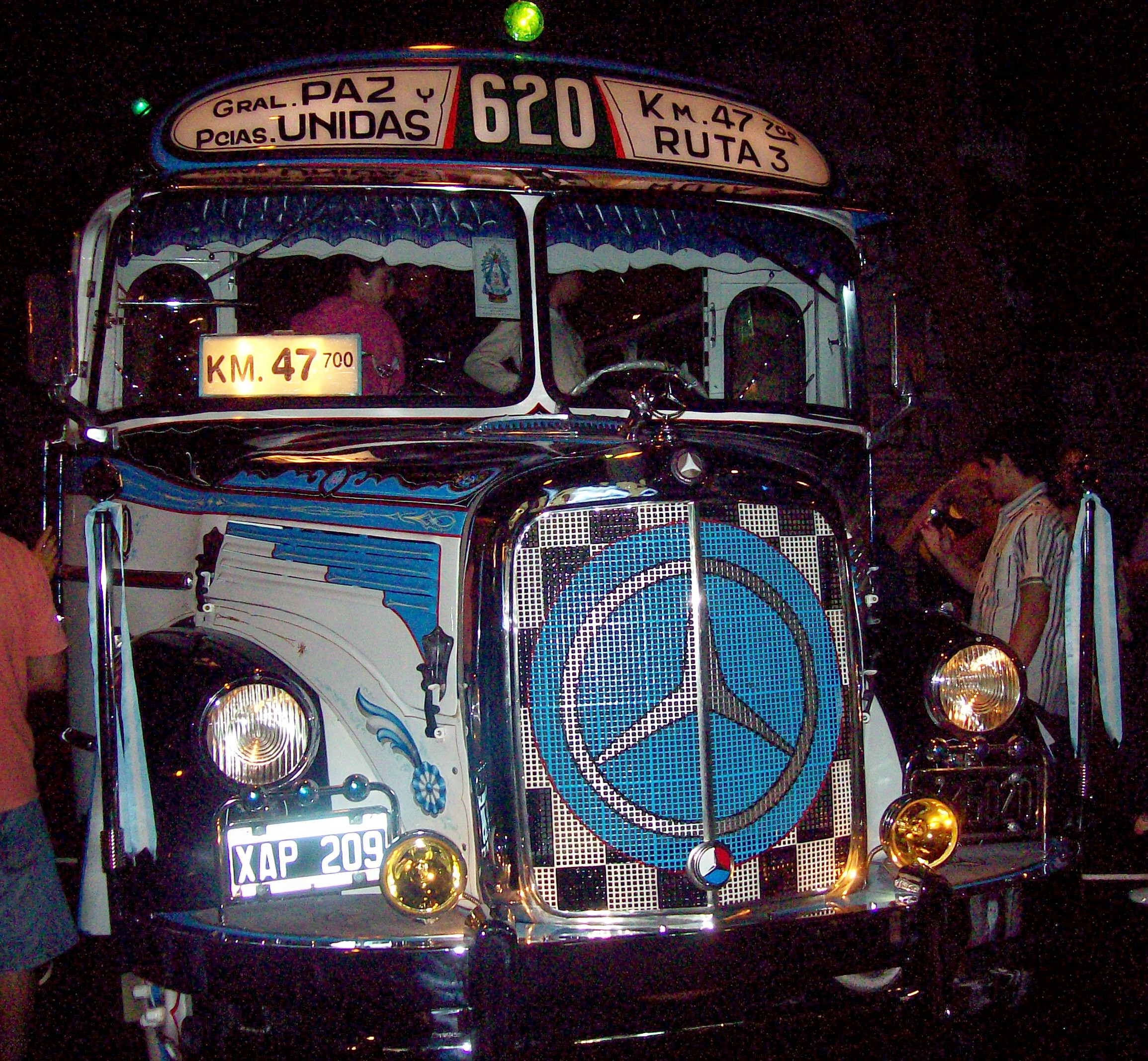
Mercedes-Benz LO 911.

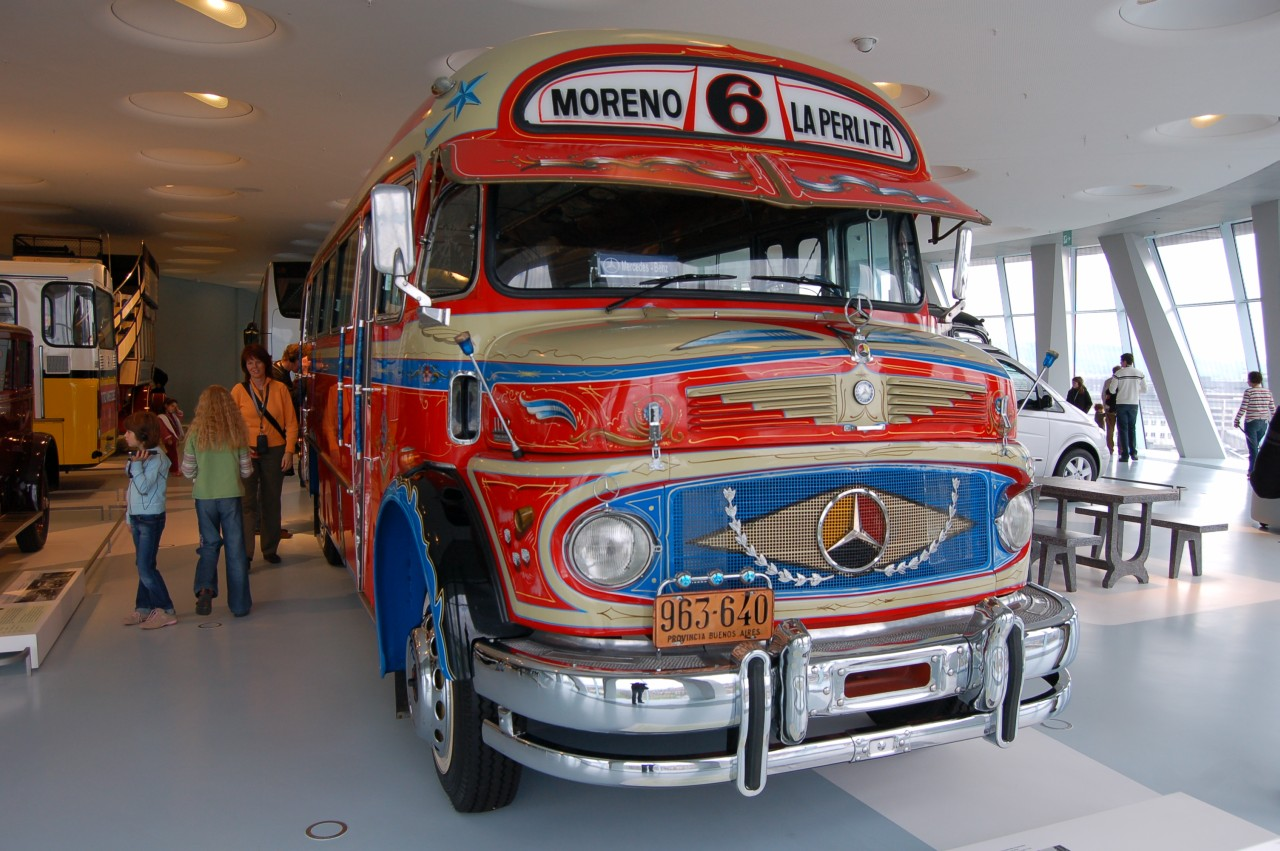
Modelo 1969 Mercedes-Benz LO 1112 en el Museo Mercedes-Benz en Stuttgart.

Ya poco quedaba a fines de los años 1980 de lo que fue el colectivo en sus orígenes. A fines de la década anterior empezaron a aparecer las unidades frontales, es decir, sin trompa (la línea 20 fue la primera en tenerlas). Aumentaron su capacidad, el motor pasó a la parte trasera y comenzaron a tener suspensión neumática y caja de cambios automática. Durante esta década aparece en escena el grupo EMEPA, de Gabriel Benjamín Romero vinculado por amistad con los hijos de Raúl Alfonsín, creció como contratista y concesionario de servicios públicos durante la presidencia de Alfonsín. En 1986, Romero adquirió los talleres de EMEPA en Chascomús, dedicados a la reparación de vagones ferroviarios. El grupo EMEPA está constituido por las siguientes empresas: Ferrovías SAC, Ferrocentral (concesionarias de la red de cargas del Ferrocarril General Mitre y del servicio metropolitano de pasajeros del Ferrocarril General Belgrano de la red ferroviaria argentina). y de algunas líneas de colectivo.
En 1989 la compañía Mercedes-Benz, que prácticamente monopolizaba el mercado, dejó de entregar los chasis para carrocería de colectivo. Los LO 1114 fueron así los últimos colectivos con motor delantero y morro «semifrontal» y de esta manera se dio el último paso para que se convirtieran en ómnibus de motores traseros, conservando de colectivo poco más que el nombre.[cita requerida]
Mejoras de tecnología y seguridad como las suspensiones neumáticas, limitador de velocidad, y las unidades de fácil acceso para personas con movilidad reducida elevaron el nivel de prestación.
En la década de 1990 aparecen los colectivos con descenso por una puerta colocada en el medio, teniendo hoy en día el descenso por esa puerta y a veces por otra más colocada en el fondo. La puerta delantera izquierda desapareció.
Modernización del Sistema de Cobro en Colectivos de Buenos Aires Con la introducción de Máquinas Expendedoras de boletos, el 1 de mayo de 1994, los colectiveros de Buenos Aires dejaron de cortar boletos manualmente. Esta transición, ordenada en 1992, había sido postergada tres veces a pedido de las empresas.
El 30 de abril de 1994, último día de corte manual de boletos, las empresas solicitaron otra prórroga, pero la Secretaría de Transporte y el ministro de Economía, Domingo Cavallo, la rechazaron. Un decreto estableció que las empresas con todas sus unidades equipadas renovarían su concesión por diez años, mientras que las incumplidoras podrían perderla.
El 1 de mayo, solo el 30% de los colectivos tenían las máquinas instaladas, afectando el servicio. Las empresas evitaron multas de hasta 24.000 pesos (en aquel entonces equivalentes a 24.000 dólares) no sacando a la calle los colectivos sin máquinas. Estas costaban entre 3.300 y 5.550 pesos y las primeras instaladas eran las más baratas, con capacidad para un solo día de recaudación.
El lunes 2 de mayo, un día laborable, el sistema colapsó: filas en remiserías y pasajeros buscando cómo agruparse para pagar un auto. Las máquinas expendedoras ralentizaban el servicio y la falta de información generó confusión y violencia, incluyendo un colectivero baleado en Lanús.
Para cumplir con la normativa, se utilizó un "guarda" para cobrar y dar el vuelto, aunque esto no resolvió todos los problemas. Las empresas siguieron exigiendo el pago en monedas, y el Banco Nación extendió su horario para facilitar el cambio de billetes por monedas.
Colectivos para discapacitadosEn 1997 un decreto dispuso la supresión de barreras físicas en ámbitos urbanos, arquitectónicos y del transporte para facilitar su accesibilidad a todos los ciudadanos. En el caso de las líneas de colectivos se exigía incorporar unidades especiales denominadas «superbajas» de tal manera que a partir de 1998 el 20 por ciento del total de los móviles debían ser renovados por año. Sin embargo, esto jamás se cumplió, aduciendo los empresarios problemas de costos. En 2002 y 2003 hubo nuevas resoluciones de la Secretaría de Transporte que prácticamente suspendían el cronograma de renovación. En 2004 solo el 15% estaba adaptado para discapacitados.

### Los 2000 y 2010
El 1 de febrero de 2008 comenzó a funcionar en la línea 132 (que une el barrio de Retiro con el Cementerio de Flores) el primer colectivo articulado, es decir, un colectivo de dos secciones unidas por el medio por un fuelle que le permite doblar, tras fallidos prototipos presentados años atrás por las líneas 129 y 148. Los vehículos carrocería Metalpar son fabricados en el cono sur, cuestan U$S 250.000 y miden 18 metros de largo contra los 10 a 12 metros que miden los usuales. Varias líneas en el Área Metropolitana de Buenos Aires y en el interior del país paulatinamente fueron agregando unidades articuladas.
El 31 de mayo de 2011 se inauguró el Metrobús, un sistema de autobús de tránsito rápido con carriles exclusivos que funciona por la Avenida Juan B. Justo, con 21 paradas a lo largo de 12,5 kilómetros entre Palermo y Liniers. Actualmente existen 5 líneas de Metrobús sumado a avenidas con carriles exclusivos para buses.
Desde octubre de 2013, las líneas que tienen trayecto dentro de la Ciudad de Buenos Aires deben incorporar coches “cero kilómetro” con aire acondicionado y calefacción, lo que llevó a varias empresas a adquirir coches de segunda mano, debido a su costo[cita requerida]
En diciembre de 2015 se estableció la tarjeta SUBE como único medio de pago en las líneas del AMBA
hacia 2017 varias empresas de ómnibus entraron en una crisis, lo que llevó a que se eliminaron frecuencias de colectivos, desde 2016 los cambios en la política de transporte llevaron a que las partidas se redujeron en $10 000 millones. En paralelo, sufrieron incrementos superiores al 30% en rubros como combustible. Por menor rentabilidad en 2017 se renovarían 200 unidades frente a las 1800 necesarias para mantener actualizada la flota. Desde la Asociación Civil Transporte Automotor confirmaron que de las 200 empresas de colectivos que operan en el Área Metropolitana de Buenos Aires (AMBA), cerca de 50 están en situación crítica.

### Origen del término «bondi»

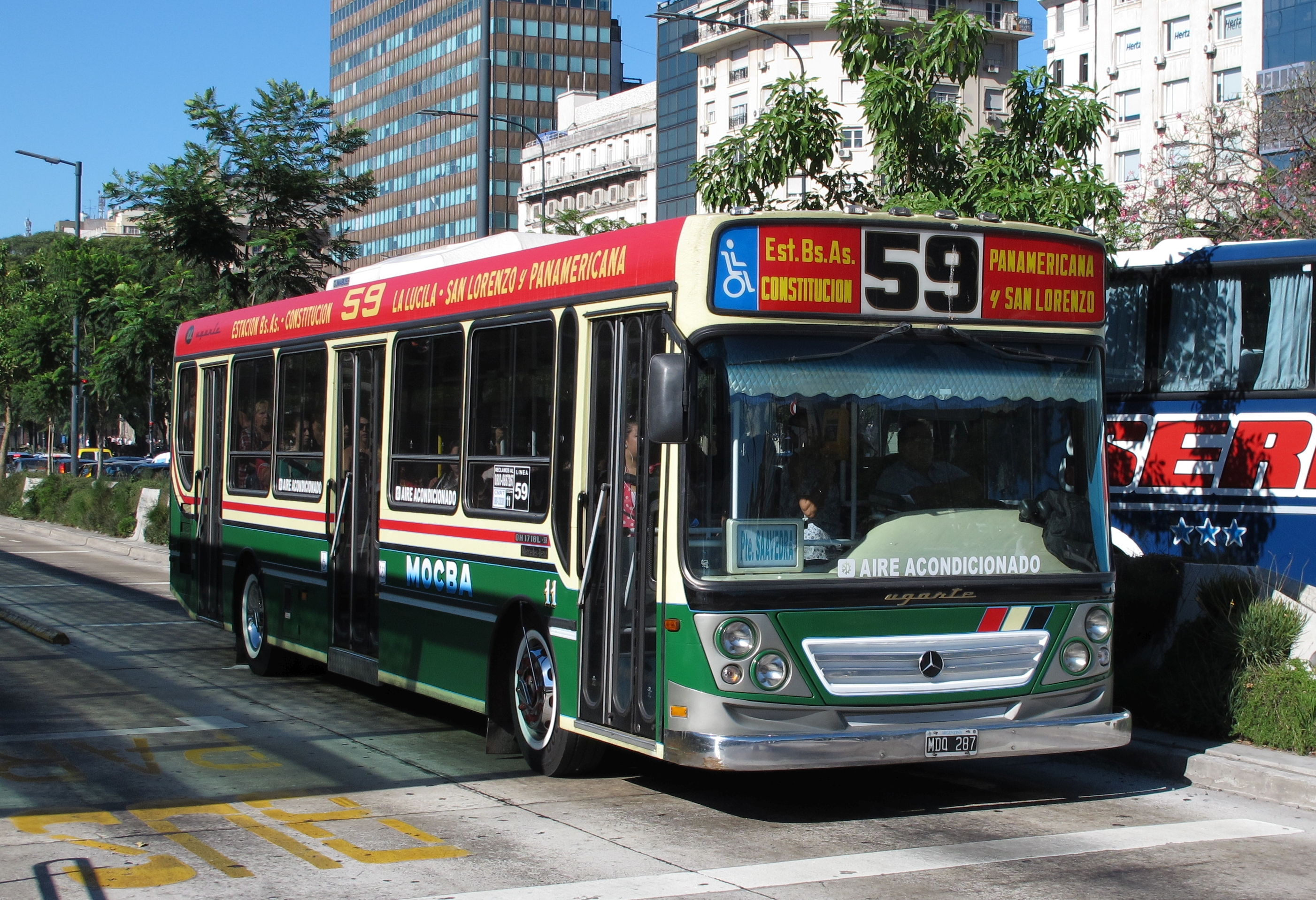
La línea 59, una de las más históricas de Buenos Aires.

La palabra «bondi» es una adaptación al castellano de bonde, palabra del portugués brasileño que significa «tranvía» y se pronuncia /'bo˜dƷi/. Dicha palabra, proviene a su vez del inglés bond.
En principio se usó este término para designar a los tranvías en lunfardo. La palabra se incorporó a la jerga porteña, y se la utilizó en un poema llamado Línea 9 de Carlos de la Púa: «Era un bondi de línea requemada / y guarda batidor, cara de rope.» Este poema se musicalizó y convirtió en tango. Lo cantó y grabó Edmundo Rivero. Los tranvías fueron desapareciendo pero las nuevas generaciones fueron incorporando dicho término a los colectivos (muchos de ellos hacían el mismo recorrido y tenían el mismo número que las líneas de tranvías desaparecidas).
Otra versión, menos popular, es que «bondi» es un apócope de «albóndiga», que es como se le decía a los primeros colectivos en Buenos Aires, que eran más pequeños y con forma redondeada, o a los que eran viejos y estaban en malas condiciones.

### El boleto

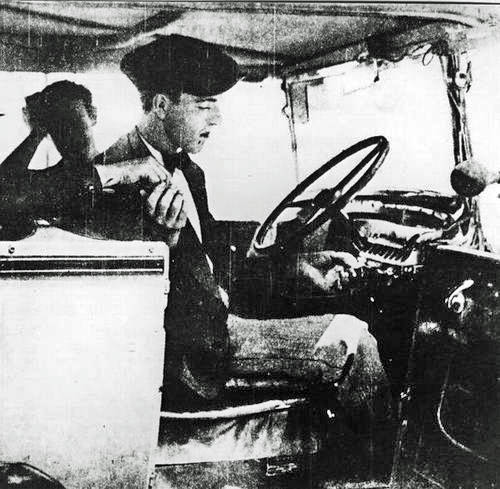
Línea 31 (hoy 60) en 1932 colocó boleteras en sus taxis-colectivos.

El boleto o comprobante del pasaje no era entregado en un principio y se cobraba al bajar. Por esta razón a fines de los años 1930, los colectivos carrozados traían en la parte delantera de su interior, sobre el parabrisas, un largo espejo que le permitía al colectivero ver a sus espaldas y controlar quienes subían y bajaban de la unidad.
Parece ser que la primera línea en utilizar boletos fue la 31 (hoy línea 60), el 2 de marzo de 1932, a poco de iniciar sus servicios. Tenía boleteras para 8 rollos en sus unidades, pero no duraron mucho pues los choferes resistieron la medida.
Recién en 1942 fue incorporado por la Corporación, y en 1943 por una línea particular, la 25. Las demás líneas comenzaron a incorporar el boleto, pero en algunas se pagaba al ascender y en otras al descender, hasta que el 2 de enero de 1945 la Comisión de Control de Transportes dispuso el pago al subir. Cuando el pasajero bajaba dejaba el boleto en una urna de vidrio junto a la boletera, que con el tiempo fue reemplazada por una bolsa. Cuando el colectivo llegaba a un control se vaciaba la bolsa para que los encargados la fiscalizaran.

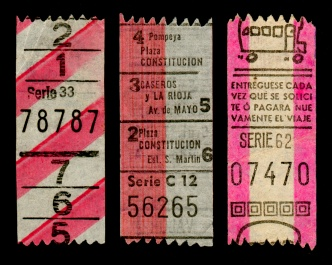
Antiguos boletos capicúas.

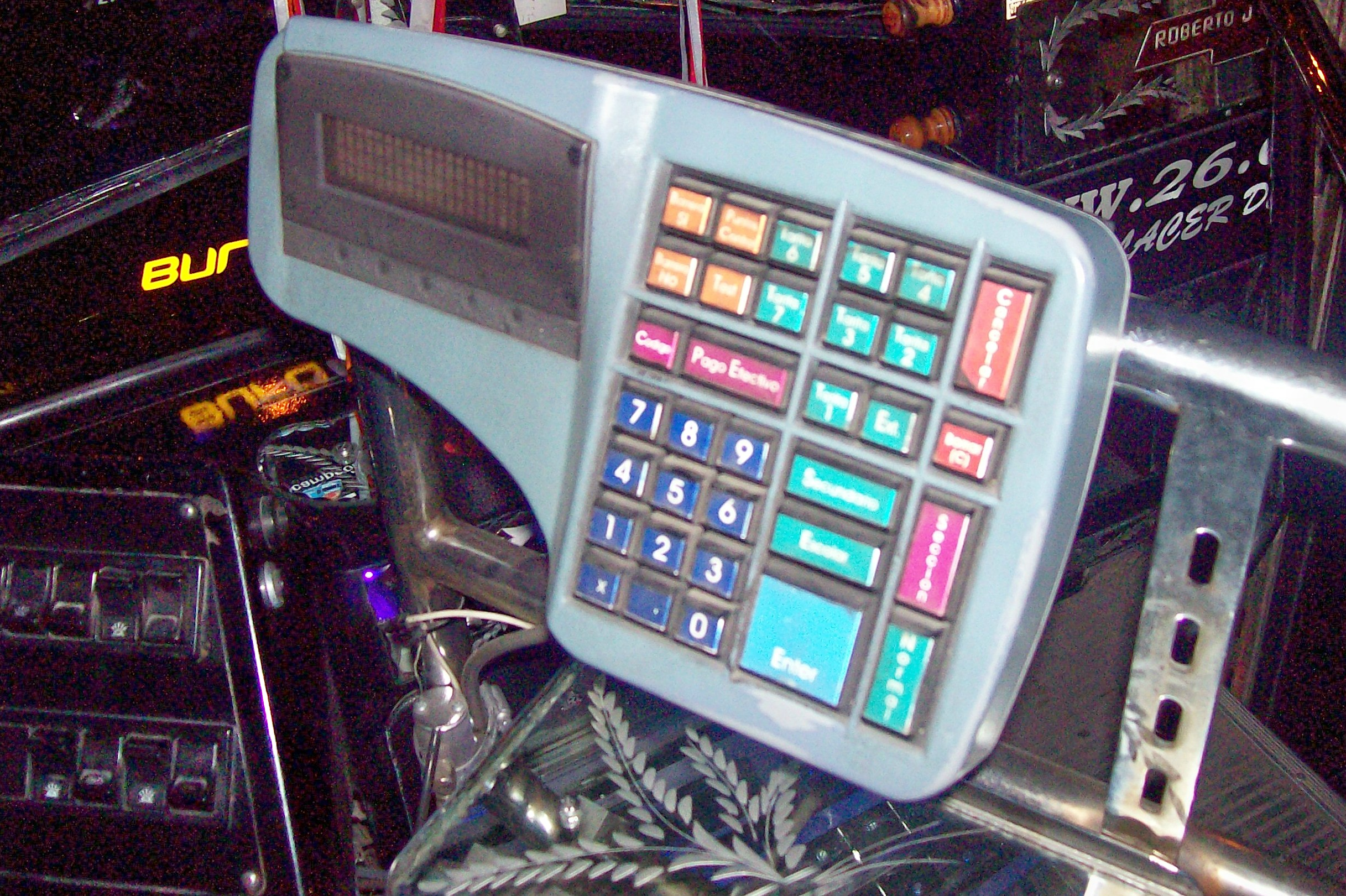
Máquina expendedora de boletos y control de la misma.

En la década de 1960 esto de dejar el boleto al descender cayó en desuso, pero igual la frase “devuélvase al descender” continuó apareciendo al dorso del boleto.
En principio las paradas no estaban señaladas. La Comisión de Control de Transportes ensayó en un principio colocar tableros con los números de las líneas y talonarios conteniendo boletas numeradas en puntos neurálgicos, como lo hizo en Plaza de Mayo en julio de 1944. El pasajero solicitaba la boleta y se la entregaba a un inspector, quien le indicaba cuando debía ascender al vehículo. Este método no duró mucho.
El colectivo se fue haciendo más grande y por lo tanto, más difícil de circular por las estrechas calles de Buenos Aires que a su vez tenían un tránsito cada vez más congestionado. El conductor debía: manejar, cortar los boletos (que según cuantas secciones el pasajero recorrería sería de un color o de otro) recibir dinero y dar el cambio, confeccionar las planillas de secciones, cumplir el horario, etc. Los choferes se quejaban de los problemas de salud mental que los aquejaban, y que como consecuencia inmediata provocaban conflictos con los usuarios y gran cantidad de accidentes.
Un informe elaborado en 1989 por la Universidad de Buenos Aires en conjunto con la Unión Tranviarios Automotor (gremio que nuclea a los conductores) afirmaba que “el 40% de los choferes está bajo tratamiento por trastornos neurosiquiátricos, con reacciones de depresión y excitabilidad”.
Desde 1981 entonces, para evitar que el conductor tuviese que realizar el agotador trabajo del corte y cobro de boletos, se ensayó y habló de colocar expendedoras automáticas o de colocar guardas. Pero las empresas, el gobierno y el gremio no se ponían de acuerdo. Las primeras no querían hacer la inversión para colocar las máquinas si no recibían ayuda económica del estado. El gobierno no decidía cual sistema era el mejor. Y la UTA impulsaba la contratación de guardas para crear fuentes de trabajo y para duplicar los afiliados. Las empresas tampoco aceptaban hacerse cargo del gasto de un guarda.
Finalmente en la Ley Nacional de Tránsito, promulgada en 1991, se estableció que los choferes de transporte urbano de pasajeros deberían dejar de cortar y cobrar boletos. En septiembre de 1992 la resolución 422 de la Secretaría de Transportes aprobó especificaciones técnicas para las lectoras de monedas y fijó el 30 de junio de 1993 para que en todos los colectivos fuese obligatorio el pago con importe exacto, hubiera o no máquina expendedora instalada; y desde 1 de enero de 1994, todas las unidades deberían contar con máquinas o personal auxiliar a bordo que se encargara de entregar y cobrar los boletos. La primera expendedora fue presentada en la línea 62, el 23 de diciembre de 1992.
Llegado el inicio de 1994 funcionaban apenas solo unas 500 lectoras, por lo que se realizó una prórroga de cuatro meses, y el 1 de mayo de 1994 (feriado, por ser día del trabajo en Argentina) iniciaron oficialmente su funcionamiento las expendedoras automáticas. Desde ese día los conductores del transporte no cortarían más boletos; si la unidad no contaba con la máquina solo podía reemplazarla por un guarda, si no, no podía circular.
Hubo problemas pues no se realizó ninguna campaña educativa para que los pasajeros se familiarizaran con ellas y además las empresas no autorizaban a viajar sin boleto si la máquina no funcionaba. Al principio muchas estaban colocadas tan alto que las personas bajas no llegaban a la ranura para colocar las monedas. En los primeros días hubo menos unidades en la calle pues no todas estaban equipadas. La provincia de Buenos Aires adoptó el mismo sistema por resolución del 23 de septiembre de 1993.
Hasta la entrada de las máquinas expendedoras era muy común que la gente, en particular los niños, coleccionaran los capicúas. En los últimos años de la boletera manual el señor Emilio Eigenman, de Sucesores de Juan Fusero, el mayor fabricante de boletos del país, imprimió boletos que en el dorso llevaban aforismos o frases famosas con el nombre de los autores. Pero el boleto de máquina actual es de papel termosensible e incoloro, por lo que ya no atrae el coleccionarlos.
El 4 de febrero de 2009 la presidenta de la Nación, Cristina Fernández de Kirchner anunció por decreto la creación del Sistema Único de Boleto Electrónico (SUBE), que iba a permitir abonar con una sola tarjeta inteligente, viajes en colectivos, subtes y estaciones de trenes adheridas a la Red SUBE, en el transporte público del Área Metropolitana de Buenos Aires (AMBA). La medida se fue implementando paulatinamente hasta que en el 2011 todos los colectivos del área mencionada ya contaban con este sistema y también conservaban la máquina que funcionaba solo con monedas. La distribución de las tarjetas se realizó de manera gratuita hasta el 2 de marzo de 2012. A partir de esa fecha la adquisición de la tarjeta tiene un costo de ARS $10, y su reposición en caso de robo o pérdida es de ARS $17. En todos los casos se debe completar un formulario y presentar un documento que valide la identidad del solicitante. Una vez obtenida la tarjeta el usuario debe realizar una carga inicial con dinero efectivo en centros de carga dispuestos a tales efectos.

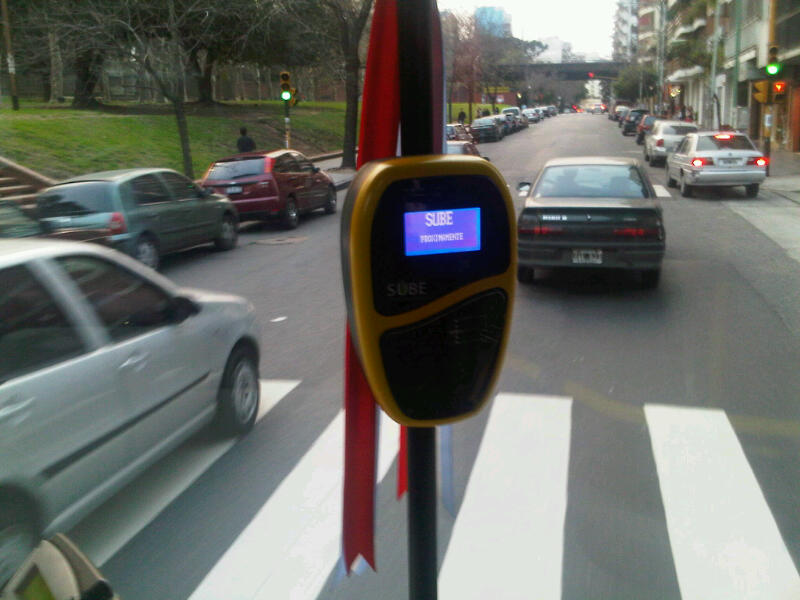
Validadora de tarjetas SUBE.

Desde el 6 de agosto de 2012, el boleto abonado sin la tarjeta SUBE perdió hasta el 100% del subsidio del estado nacional.
Y como ya se mencionó antes, el 10 de diciembre de 2015 la tarjeta SUBE pasó a ser el único método de pago para las líneas del AMBA, además de su implementación en otras ciudades del interior del país

## SigloXXI
Como consecuencia de la baja en la demanda durante la crisis económica de la Argentina en los años 2000 – 2001 y el aumento del precio internacional del petróleo, las empresas del transporte automotor público de pasajeros comenzaron a recibir subsidios por primera vez en su historia. Este subsidio lo obtienen mediante un precio diferencial del combustible (gas-oil), lo que se le asigna a cada línea se realiza a partir la recaudación, los pasajeros transportados y los kilómetros recorridos.
La relación personal empleado por unidad de transporte es del orden de tres; el 98% de la flota se encuentra operativa diariamente y recorren en promedio por día y por unidad de 250 a 300 kilómetros. Hoy en día es el principal medio de transporte público de Buenos Aires.
Según la ley N.º 24.449 las unidades no deberían tener más de 10 años de antigüedad.
Otro problema actual, en parte relacionado con el anterior, es que los colectivos, según un estudio publicado en abril de 2009 por la Defensoría del Pueblo de la Ciudad, superan en hasta un 50% el nivel permitido de ruidos, de 83 decibeles, llegando algunos a un valor de hasta 125 decibeles, cuando el máximo tolerable es 83, según lo estipulado por la ley del Ruido (la N.º 1.540). Un vehículo nuevo cuesta más de 250.000 pesos argentinos (2009).

### Chasis
En principio el carrozado era bastante artesanal. Con el tiempo vendrían nuevos diseños más profesionales, específicos para la tarea que desarrollaban. Chasis de camiones se fueron diseñando para colectivos. Entre los más notables y clásicos se cuentan los Bedford, los Chevrolet «Sapo», y los chasis Mercedes-Benz de ómnibus LO 3500, LO 911 descendiente del chasis de camión; L 3500, L 911, los semifrontales LO 1112 y el clásico de la década de 1970 y 1980, el LO 1114.
 En los ochenta comenzaron a fabricarse coches frontales sin la trompa característica de la carrocería de colectivos como por ejemplo los Mercedes-Benz OC 1214.

#### Chasis Mercedes-Benz (1952-1988)
Chasis Mercedes-Benz para carrocería de colectivos entre 1952-1988
| Serie:   | Años:     | Distancia entre ejes: | Motor: | Potencia: |
| -------- | --------- | --------------------- | ------ | --------- |
| LO 3500  | 1952-1958 | 4200 mm               | OM 312 | 90 hp     |
| LO 311   | 1958-1965 | 4200 mm               | OM 312 | 90 hp     |
| LO 312   | 1958-1965 | 4600 mm               | OM 312 | 90 hp     |
| LO 911   | 1965-1969 | 4830 mm               | OM 312 | 110 hp    |
| LO 1112  | 1968-1973 | 4200 mm               | OM 322 | 120 hp    |
| LO 1112  | 1968-1973 | 4830 mm               | OM 322 | 120 hp    |
| LO 1114∗ | 1970-1988 | 4200 mm               | OM 352 | 145 hp    |
| LO 1114∗ | 1970-1988 | 4830 mm               | OM 352 | 145 hp    |
| LO 1114∗ | 1970-1988 | 5170 mm               | OM 352 | 145 hp    |

∗En 1982, se presenta con caja automática y se incorpora el sistema de freno de aire Mercedes-Benz en los modelos LO 1114.

### El Ómnibus como colectivo
A mediados de 1980, Mercedes Benz presenta el chasis OF1214 como sucesor del OC1214, optimizando el espacio interno de la unidad con la reubicacion del motor y de la cabina de conducción. Unos años después iniciaría la exitosa serie OH, iniciales de ómnibus con motor trasero en alemán. El primer modelo fue el OH1314, un chasis de similares medidas al OF1214, pero con la reintroducción del motor trasero, que en ese momento era exclusivo de los ómnibus de media y larga distancia. La serie OH al inicio se caracterizó por su frente genérico, cosa que luego adoptaría la serie OF, dependiendo también del carrocero. A fines de esa década, en 1987, la carrocera El Detalle presenta su propio chasis: el OA101, el cual además de incorporar el motor trasero, fue el primer ómnibus urbano en contar con suspensión neumática, a diferencia de otros modelos cuya suspensión se basaba en ballestas o elásticos semielípticos. Los motores con los que contaban los OA101 eran los Deutz BF6L913 refrigerados con aire, lo que les dio la fama de ser "zumbadores". MB tardo en responder ante este avance, en 1992 lanzó su primer modelo urbano con suspensión neumática: el OHL1316. Por esos años, El Detalle rediseña al OA101 con la apariencia que más éxitos le trajo, y con una innovación más: las puertas centrales, que se volvieron a usar después de tiempo. Mercedes-Benz en 1994 presentaría a los sucesores del OHL1316: los OHL1320 y 1420

### Inicio de la era moderna
Con el decreto de 1997 de acceso universal para personas con movilidad reducida, los colectivos debían adaptarse a tal medida. Un año tardo El Detalle en responder primero lanzando una versión semibaja (Mid-Low Entry) de su OA101, el cual ya había pasado por un nuevo rediseño, y luego produciendo al OA105, primer modelo en ser de piso superbajo (Low Entry), ambos modelos de bastante éxito en empresas que requerían bajos costos.
Mercedes-Benz respondió a fines de 1998 con el OH1621L, vehículo de piso semibajo que permitió desarrollar modelos accesibles a los carroceros tradicionales. Un año después se comercializan los chasis OH 1521 L-sb y OH 1721 L-sb, las versiones superbajas. Y para recorridos más exigentes o para líneas suburbanas, se lanzaron los OF1620 y 1721
Unas pocas empresas se animaron a comprar unidades Scania F94 HB, que sin pena ni gloria circularon por las calles.
Sin embargo en la línea 114, en el año 1998, cuando la misma empezó a ser explotada por el Grupo Plaza se usaron Scania L94UB-113 de piso superbajo, principalmente carrozados por las firmas brasileñas Marcopolo y Caio, los cuales fueron primero probados en otras líneas, como las 34, 68 y 132. El elevado costo de su mantenimiento hizo que todas las unidades que habían sido lanzadas al mercado recayeran en el Grupo Plaza, principal compradora.

### Crisis del 2001
Con la salida de Fernando De la Rúa de la presidencia del país, la industria del colectivo fue una de las más afectadas por la crisis. No solo empresas operadoras de líneas, si no los chasistas y carroceros. El caso más resonante fue El Detalle, que tras 15 años de éxito como chasista más otros tantos como carrocera, entró en quiebra y cesó su producción, siendo el Midibus OA106 su último producto.
Las empresas difícilmente podían recurrir a unidades de la talla del OA105 o el OH1721L-sb. Viendo ese problema, MB pone en el mercado al OH1115L-sb, un bus de acceso universal pero de reducidas dimensiones, apenas más grande que su primer competidor, el OA106. La CNRT también autorizó temporalmente a que las empresas vuelvan a introducir modelos con motor delantero (cosa que se había prohibido con el decreto de 1997). Es por eso que aparecieron por las calles los diminutos MB LO814 y los vistosos Toyota Coaster, que en un principio habían sido introducidos como modelos diferenciales.

### Era actual
En 2002, varias empresas sobrevivieron, y las que no pasaron a pertenecer a los gigantes del transporte, los cuales priorizaban el bajo costo en detrimento del servicio.
MB recuperó el dominio que había perdido en los 90 a manos de El Detalle, ofreciendo primero su modelo OH1115L-sb, y luego, el Midibus superbajo OH1315L-sb, el Bus suburbano OF1417, y en menor escala, el superbajo O500U-1725, el cual se importaba desde Brasil.
Y precisamente desde Brasil, mediante una fuerte inversión, llegó un nuevo competidor: la fabricante de vehículos pesados y tractores agrícolas Agrale que se presentó con su modelo MT12.0LE, de características similares al OH1115L-sb. Agrale arribo al país nombrando concesionaria oficial a Mega Car (perteneciente al Grupo DOTA) e instalando una planta industrial vecina a la localidad de Mercedes (BA). Más tarde, para rivalizar en los suburbanos, presentó el MA15.0
Otras marcas que presentaron competencia fueron TATSA, perteneciente al Grupo Plaza, el cual produce modelos monobloque de chasis y carrocería, llamados Puma (modelos D9.4, D10.5 y D12), y la cordobesa Materfer, conocida por sus abundantes productos ferroviarios, con sus modelos Águila (BU115LE y MD128).
En cuanto a motores, Agrale y Materfer usan productos Cummins, mientras que Tatsa le devolvió protagonismo a Deutz.
En 2009 nace una nueva generación de buses con los lanzamientos de los Mercedes-Benz OH1618L-sb, Agrale MT15.0LE y las segunda y tercera generación de los TATSA Puma. Debido a la crecida en la demanda de pasajeros, un año después se lanzaron los modelos OH1718L-sb y MT17.0LE, este último comenzándose a comercializar a fines de 2010, y con motores de la firma MWM.
A partir del 1 de octubre de 2013, las unidades que se adquieren cero kilómetro para empresas de jurisdicción nacional, deben contar con un sistema de Aire acondicionado. El 6 de octubre de 2014, la provincia de Buenos Aires adhirió a dicha normativa, sumando también la obligatoriedad de uso de unidades accesibles para personas con movilidad reducida. De esta manera, se unificaron las características de los colectivos urbanos que circulan por el Área Metropolitana de Buenos Aires.
A partir de 2016, las unidades 0km debían cumplir con la norma Euro 5 de emisión de gases, por lo que las chasistas lanzaron modelos ecológicos. TATSA había lanzado prototipos de su Puma con propulsión a Gas natural comprimido y una versión híbrida diésel-eléctrica. Ese mismo año, Volvo puso a circular una unidad con su chasis B215LH, también diésel-eléctrica. Durante ese año, la exitosa productora de vehículos alemana Volkswagen comenzó a producir en masa chasis urbanos, siendo lanzado primero el 17-210 EOD (que al principio era exclusivo de la media distancia), para luego ya producir modelos urbanos en si, como el 15-190 EOD (de motor delantero) y el 18-280 EOT-LE (de motor trasero y piso low entry)
En 2019 se anunció un programa de inclusión de unidades ecológicas, propulsadas por energías alternas. Se presentaron como coches de prueba dos unidades propulsadas a Gas natural comprimido (un Scania K250UB carrozado por Marcopolo de la Línea 132 y un Agrale MT17.0 LE carrozado por Todo Bus de la Línea 50), una propulsada a Biodiésel (Otro Scania K250UB de la Línea 132, pero carrozado por Metalpar), y dos unidades híbridas diésel-eléctricas (Del modelo Yutong E12LF-ZK6128 pertenecientes a la Línea 59) siendo estas últimas las primeras unidades de transporte urbano de origen chino.

### Carrocerías
En la actualidad las que se encuentran en producción son: las locales Italbus (Que usa las instalaciones de la desaparecida Ottaviano Hnos.), La Favorita, Ugarte (Peteneciente a la concesionaria Autobús S.A.), Bi-Met (Marca comercial de Centro Carrocero Corwin S.A.), Todo Bus (Perteneciente al Grupo DOTA, anteriormente conocida como Carrocerías Alcorta/AlCar), Nuovobus (Perteneciente a la concesionaria Colcar Merbus) y Saldivia (la única carrocera urbana nacional no ubicada en el Gran Buenos Aires, siendo de la provincia de Santa Fé), y a ellas sumarle el regreso de la firma brasilera Marcopolo, que produce sus unidades en la planta de su subsidiaria, Metalsur. 
Algunas líneas de media distancia (por ejemplo las 194, 195 o 338) utilizan unidades de carroceras brasileras tales como Comil o Neobus  sumado a unidades producidas por las ya mencionadas Metalsur y Saldivia.
Y al día de hoy, gran parte de las líneas aun tienen entre sus filas unidades de carroceras y terminales desaparecidas, como Metalpar o TATSA, debido al éxito de las mismas en el pasado, además de las pocas unidades que produjo Materfer, actualmente abocada a la construcción y reparación de material ferroviario.
Entre las tradicionales firmas se contaban además, las desaparecidas San Juan, San Miguel, Crovara, Vaccaro, Eivar, Bus, El Indio, El Diseño, El Detalle, Alasa, Supercar, Galicia, Splendid, Peveri, Alcar, Ottaviano, Cametal, DIC, Alcorta.

### Motor y chasis
La chasista con mayor parque de unidades en calle es Mercedes-Benz, históricamente ligado al progreso del colectivo y por el gran mercado de reventa y repuestos que giran en su torno.[cita requerida] Actualmente produce los chasis OH 1621L-SB, OH 1721L-SB, O500 U-1826 y O500 UA-2836 para transporte urbano y OF 1621 y OF 1721 para las sub-urbes, todos bajo la serie Bluetec 5, adaptados a las normas actuales de emisión de gases. La concesionaria Colcar, oriunda del partido de Moreno, provincia de Buenos Aires, adaptó con autorización de MB al chasis OF 1722 para convertirlo en un chasis articulado denominado BA2522MD, visto principalmente en algunas ciudades del interior del país debido al menor costo comparado con el O500UA. Este chasis tiene su versión Euro 5 basado en el OF1724, llamado BA2524MD.
Agrale es la segunda marca, empujado por el Grupo DOTA, el cual tiene a esta marca como única proveedora, además de ser su representante local por medio de la concesionaria MegaCar. Los productos de la automotriz brasileña son el Midibus MT13.0LE, los autobuses urbanos MT15.0LE y MT17.0LE, los buses articulados MT27.0LE y MA27.0 LE, además de los coches suburbanos MA10.0 y MA15.0 / MA17.0
TATSA, Materfer, Iveco, Scania, Volvo y Volkswagen completan la ecuación. TATSA para el año 2010 el presupuesto de ventas anunció una facturación de $ 200 millones, con una producción que alcanzará las 485 unidades anuales. Ese mismo año, TATSA alcanzó las 1000 unidades de ómnibus producidos. Materfer produce unidades urbanas a baja escala, Scania y Volvo se abocaron más al transporte de larga distancia mientras que Iveco y Volkswagen producen chasis apuntando a las líneas suburbanas
A partir de 2016 se empezaron a producir unidades con la norma Euro V de emisión de contaminantes, la cual, además de regulaciones al gasoil, exige la incorporación de urea al catalizador del tubo de escape.
En 2021, Scania y Volvo regresaron al transporte urbano, introduciendo sus modelos K250UB y B250R (versión latinoamericana del B8R), respectivamente
Chasis actualmente en comercialización:
- Mercedes Benz
  - OH 1621L-sb[56]
  - OH 1721L-sb[57]
  - O500U-1826
  - O500UA-2836
  - OF 1621
  - OF 1721
  - OF 1724
  - LO 916

- Colcar-Mercedes Benz
  - BA2524MD

- Agrale
  - MT 13.0
  - MT 15.0
  - MT 17.0
  - MT 27.0
  - MA 8.5
  - MA 10.0
  - MA 15.0
  - MA 17.0
  - MA 27.0

- Volkswagen
  - 18.280 EOT LE
  - 17.230 EOT
  - 15.190 EOD
  - 17.230 EOD
  - 9.150 EOD

- Scania
  - K280UB

- Volvo
  - B250R

Carrocerías urbanas actuales en comercialización
- Centro Carrocero Corwin - Bimet
  - Bimet Corbus III(Motor trasero/delantero)
- Carrocerías Italbus
  - Bello III (urbano motor delantero)
  - Tropea IV (Urbano motor trasero y Media Distancia)
  - Bello IV (Media distancia motor delantero)
  - Novara (Urbano articulado)
  - Eurobus (Minibus)
- Carrocerías La Favorita
  - Favorito GR IV (urbano)
  - Gran Favorito GR IV (Media distancia)
- Hepricar - Nuovobus
  - Cittá (urbano motor trasero/delantero)
- Carrocerías Todo Bus
  - Retiro (urbano motor trasero)
  - Palermo (urbano motor delantero)
- Carrocerías Ugarte
  - Europeo V (urbano motor trasero)
  - Americano IV (urbano motor delantero)
  - Media Distancia
- Metalsur - Marcopolo Argentina
  - Torino G7 (urbano motor trasero/delantero)
- Saldivia Buses
  - Aries A-315

Otras empresas que carrozan ómnibus a menor escala son Materfer, Lucero, ArMar.
Y algunas pocas empresas adquieren carroceras foráneas, como las brasileras Comil, Caio Induscar y modelos importados de Marcopolo.

### Pintura y fileteado
La pintura

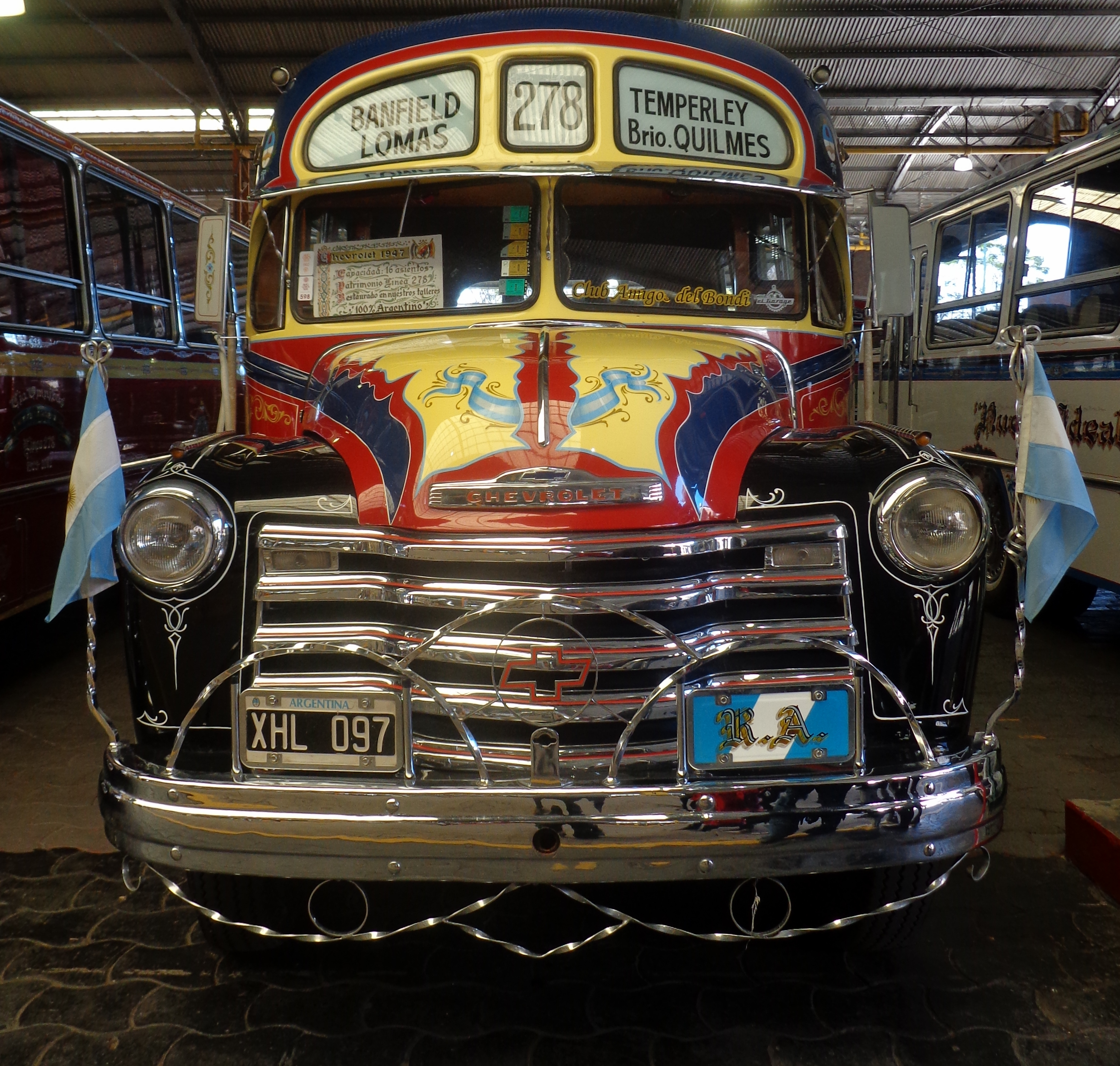
Chevrolet año 1947 fileteado.

El variado color de las líneas de transporte colectivo de Buenos Aires es una característica que las distingue de las de otras ciudades del mundo. Además facilita la recognición e identificación de las demás líneas, para alertar al pasajero de su línea de colectivo.
Ya en sus orígenes se usaban diferentes combinaciones de colores para pintar las unidades de cada línea de colectivos, de modo que se pudiera identificar fácilmente cada una de ellas. Pero las crisis económicas de fin del siglo XX y comienzos del XXI posibilitaron que las empresas más poderosas compraran las líneas de las que quebraban, y pintaran a las líneas compradas con los mismos colores de las que ya tenían,[cita requerida] homogeneizando los colores. (Como el Grupo DOTA, La Nueva Metropol, Grupo Plaza, San Vicente, Nuevos Rumbos, NUDO, Ideal San Justo, Ecotrans, etc).
Aunque los diseños utilizados tradicionalmente para pintar las distintas líneas solían ser complejos, en la actualidad son simples probablemente para ahorrar costos, principalmente aplicado por empresas de gran porte, como el Grupo DOTA, Microomnibus Quilmes SA (MOQSA) o Microomnibus 45 SA. Cada vez menos líneas usan más de dos colores, y algunas que mantienen sus colores tradicionales o lo modernizan como la Línea 39 (primera en adoptar el número de línea en el lateral) y la 68 que contrató a un estudio de diseño para elegir el esquema (con cuadrados azules y negros sobre fondo blanco).
Y en los casos más radicales, ciertas empresas optan por dejar sin estilo de pintura a sus unidades, adoptando un fondo completamente blanco o monocromatico, con solo el agregado de razones sociales y destinos, por ejemplo La Nueva Metropol, Misión Buenos Aires o Azul SATA y La Primera de Grand Bourg (Rosario Bus).
Contrario a esto, algunas empresas optaron por volver a un corte clásico al estilo del auge del colectivo, como la Línea 37, Empresa Línea 216 SA, Transportes Unidos de Merlo SA o Expreso Villa Galicia-San José SA. Movidos por esta corriente, otras empresas adornaron unidades especiales con sus estilos históricos, como las líneas 12, 39, 45, 85 y 105.
El fileteado
El fileteador Martiniano Arce describe al fileteado como «arte sobre ruedas alegrando la ciudad con diseños coloridos, ostentando refranes, dichos y leyendas, con significados plenos de humor, picarescos y reflexivos o imbuidos de filosofía».
Cuando el colectivo comenzó a dejar de tener el tamaño de un auto para pasar a ser una especie de camión modificado para transportar gente, comenzó a ser fileteado como ya lo eran los carros y camiones de reparto. Solo que en los colectivos, en las décadas del 30 y del 40, el fileteado era más sobrio y no figurativo, para luego sí, en la década del 50, ser más cargado y con figuras, personajes de dibujos animados, animales mitológicos, banderas nacionales; y algunos nombres y frases cortas.
Los frentes de las unidades solían tener decorados que expresaban la opinión del conductor sobre el fútbol, la religión, el tango y otros temas existenciales. En el reverso era común ver frases escritas con tipografías complejas, por lo general bromas o rimas que se hicieron parte del folclore local; un ejemplo es Lo mejor que hizo la vieja, es el pibe que maneja.

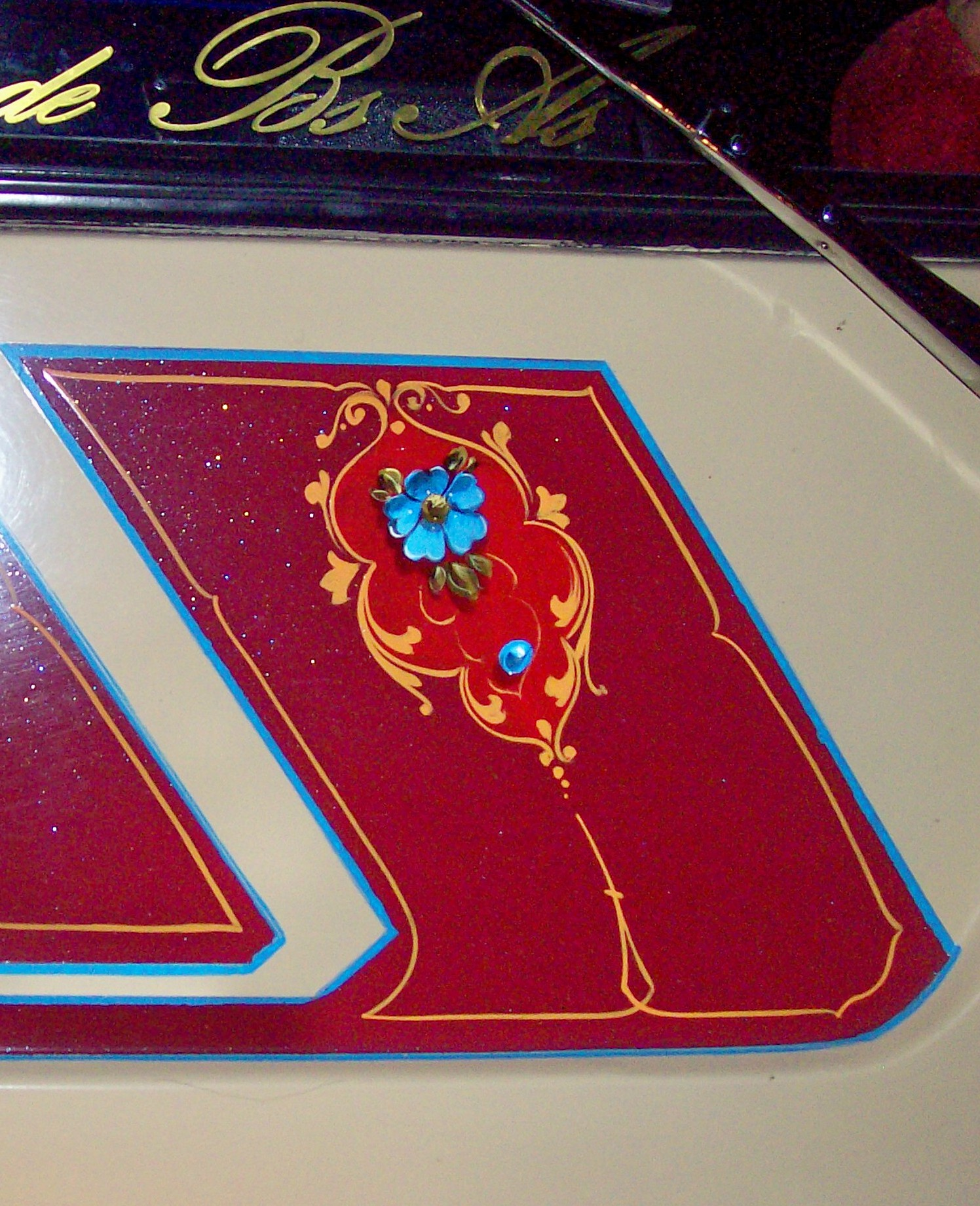
Fileteado en el frente de una unidad moderna.

Se usaba mucho la línea arabesca y los frisos, en forma horizontal y dando la vuelta a la carrocería del colectivo. El nombre de la empresa se escribía en letras góticas y el número de la unidad solía diseñarse de manera que se relacionara con el número de la quiniela. En el interior del colectivo se fileteaba ocasionalmente la parte trasera del asiento del conductor.
En 1975 una ordenanza, que fue actualizada en 1985, prohibió su uso en los colectivos (a excepción de un filete entre los planos de color del techo y la parte inferior) argumentando que producían confusión en los pasajeros al momento de tener que leer los números y recorridos de los mismos.
En el 2006, por impulso del diputado Norberto La Porta la legislatura porteña declaró al fileteado como Patrimonio Cultural de la Ciudad de Buenos Aires a partir de la sanción de la ley 1941, y se derogó la ley que prohibía el filete en los colectivos.

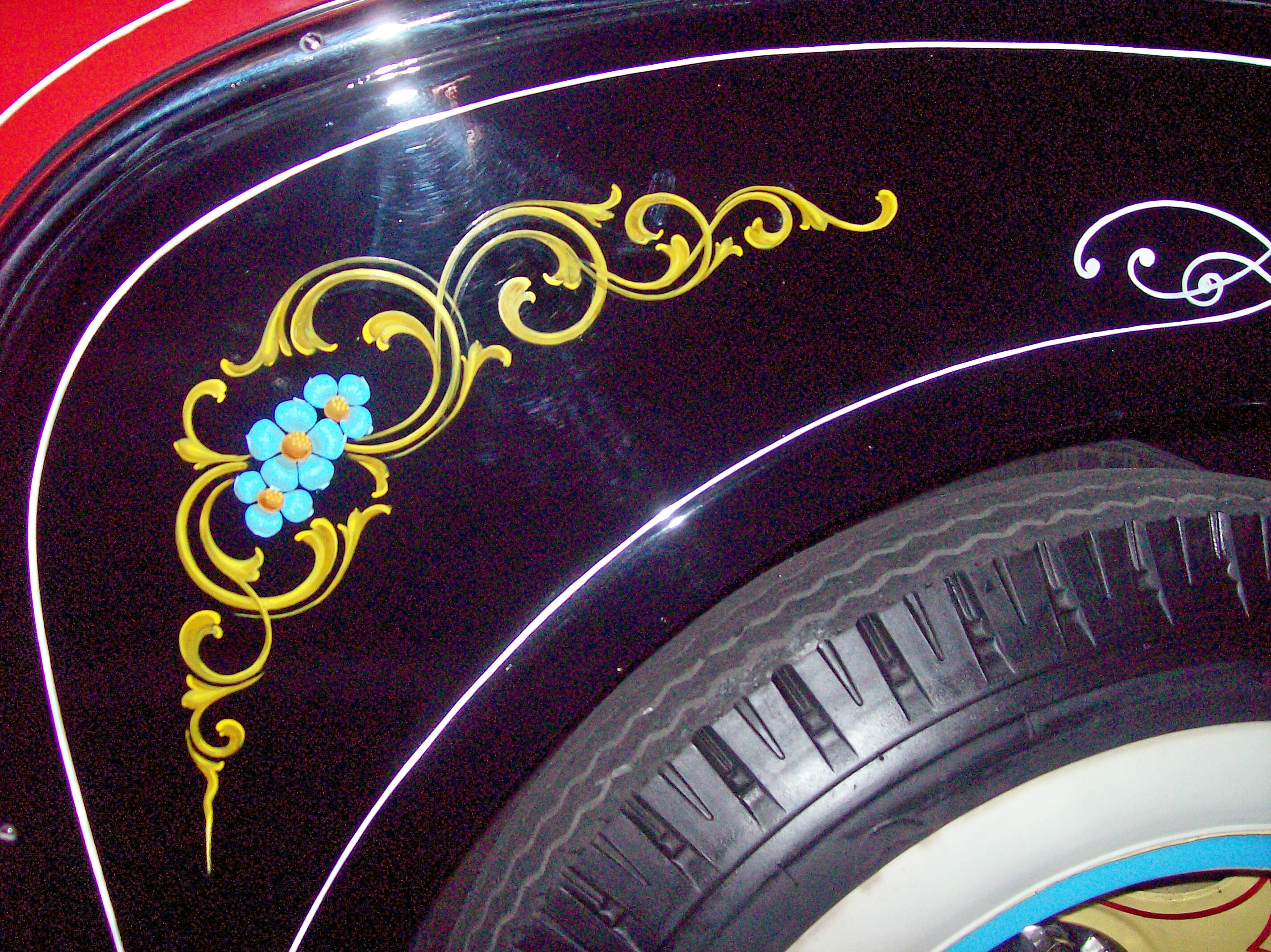
Detalle.
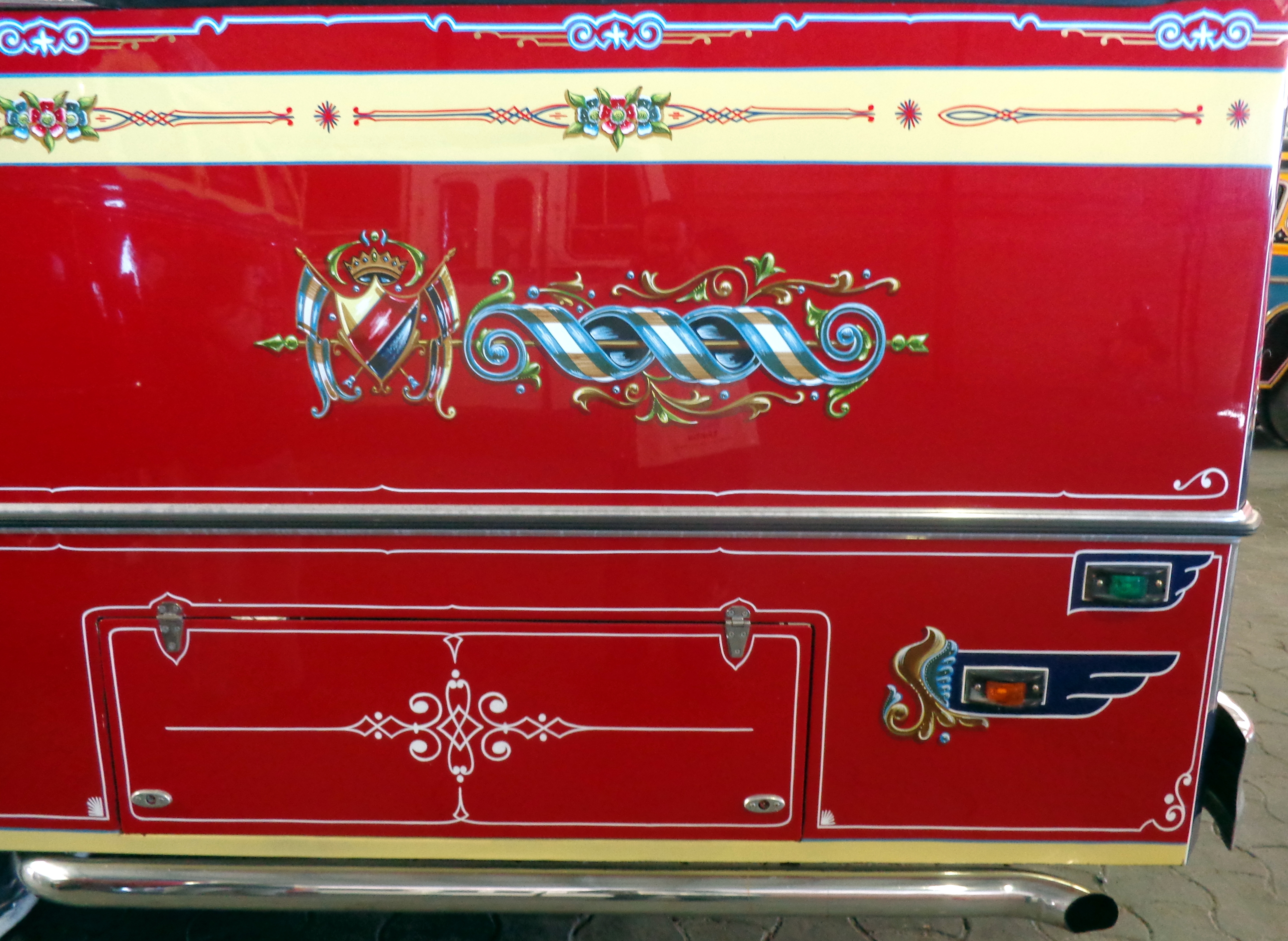
Lateral de una unidad moderna.

## Objetos ornamentales

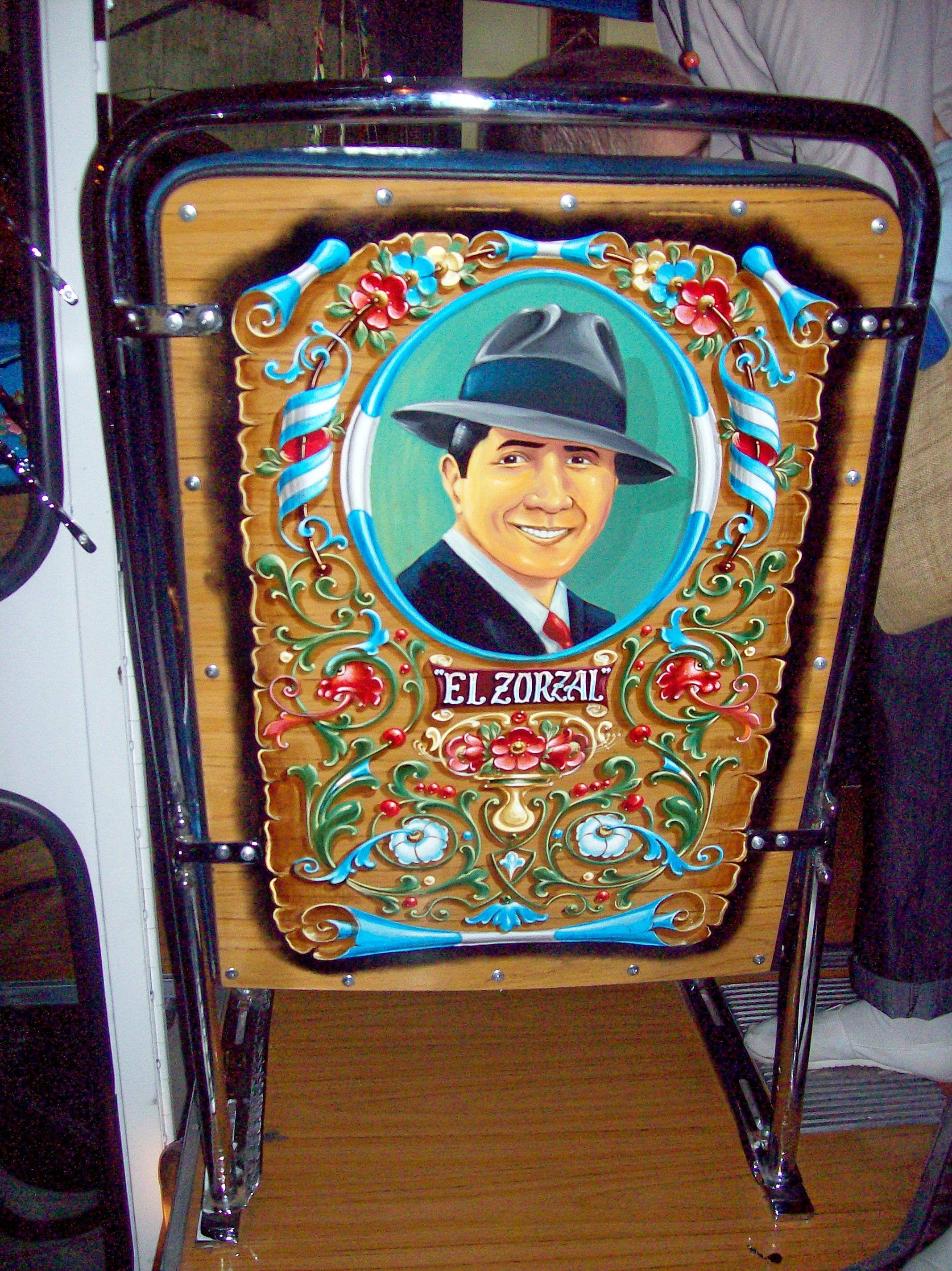
Parte trasera del asiento del conductor de un colectivo en la que se aprecia un fileteado de Carlos Gardel.

Los animales, fantásticos o reales, sirvieron y sirven aún hoy para ornamentar al colectivo: hay águilas, conejos, dragones, gallos, pájaros «locos» etc. También hay empresas que adornan sus coches con bandalines, cromados, luces, etc. 
Objetos luminosos que se prenden o apagan según si el micro se mueva o frene, se abra o no alguna puerta, toquen el botón de aviso de la puerta trasera para que se detenga, etc, han servido de excusa para adornar el interior del colectivo. La bocha de la pálanca de cambio, con flores, estrellas u otros motivos, suele ser uno de estos elementos que se enciende o apaga según el estado de movimiento del vehículo. No es raro que el interior suela estar iluminado interiormente imitando un «boliche» bailable.
En cuanto a la tapicería, el capitoné no solo se extiende en la parte interior delantera del colectivo, sino que muchas veces cubre el techo cerca de la sección delantera de conducción, y puede llegar al otro extremo del coche, y ser cortina de la luneta.
Los asientos también son decorados de la manera más atractiva, buscando la mejor combinación de colores.
Estampas y medallas de la Virgen de Luján, de San Cayetano son las más comunes en lo religioso. La foto de Carlos Gardel sigue vigente, pero perdió terreno frente a otros cantores populares como Gilda y Rodrigo Bueno.
Los volantes de los colectivos suelen ser decorados por cada colectivero según sus simpatías y gustos. En los tiempos en que aún era auto, poseía un arco de madera noble, con rayos de metal, y en el centro la bocina (que en aquellas épocas también se la llamaba popularmente klaxon). Hacia la década de 1930 se hicieron presentes los volantes de pasta, generalmente de color negro. Estos duraron muchas décadas, aunque según las modas fueron cambiando de diseño. Por ejemplo, en ciertas épocas tenían un aro central que permitía accionar la bocina al presionarlo, sin necesidad de llegar con la mano al botón central para hacerla sonar.
También se les agregó una perilla que permitía el giro rápido con el uso de una sola mano. La llegada de los chasis de origen estadounidense (Ford, Chevrolet o Fargo).
Las perillas del tablero de control también son motivo de lucimiento, cambiando a las más sobrias que usualmente vienen de fábrica por otras más llamativas y personales. También los pedales, son motivo de decoración, tanto que algunos prefieren cambiar la seguridad de los de goma, no resbaladizos, por espejos tallados.
Se le conoce popularmente como "Colectivo Famoso" a las unidades adornadas por filetes y/o accesorios decorativos, destacándose del resto de las flotas. La gran mayoría de líneas tiene por lo menos una unidad de estas características, dependiendo de la predisposición de las empresas al adorno de sus unidades (hay empresas que prohíben la decoración de unidades, mientras otras incluso adornan toda su flota, como el caso de la Línea 59). Los choferes que decoran sus unidades suelen asociarse en clubes, llegando a realizar exposiciones masivas incluso en conjunto con otras asociaciones de conductores, en donde se exponen unidades en servicio, colectivos restaurados históricos, unidades escolares y puestos de venta de accesorios y recuerdos.

## Mujeres conductoras

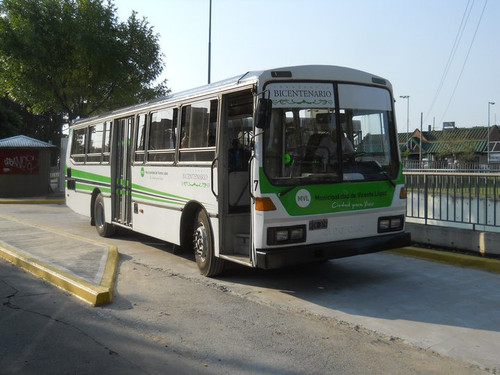
Transporte Bicentenario: la unidad 7, en la cabecera de Villa Adelina.

Si bien en distintas épocas existieron casos aislados de mujeres que fueron conductoras de colectivos como en las décadas de 1960 y 1970 y, con el paso del tiempo, se ha imperado con la idea de que manejar un colectivo es una tarea solo para hombres promovido por las mismas empresas. 
La situación comenzó a cambiar en 1995, cuando la desaparecida Transporte Automotor Plaza contrató a mujeres conductoras como prueba piloto. Llegaron a ser 40. En 2009 bajaron a 22, de entre 26 y 50 años, contra 2.240 hombres del resto del plantel de la empresa. Se encontraron repartidas entre las líneas 140, 141, 114, 36 y 133.
Desde septiembre de 2018 las líneas 140 y 133 de la Ciudad Autónoma de Buenos Aires pertenecen al grupo ERSA y no se conoce personal femenino de conducción en la actual administración. Las líneas 141 y 36 se hallan en proceso de fusión bajo la denominación "Mayo SATA" exintegrante del grupo Plaza, donde fuentes diversas mencionan la existencia de conductoras femeninas en servicio; las líneas 141, 61 y 62 pertenecerían al grupo "Misión Buenos Aires" y podrían contar entre su plantel de tránsito con femeninas.
En ese mismo año, las líneas 78, 87, 111 y 127 del grupo Los Constituyentes, el 130 de Transportes Bernardo Ader y el 169 de Transportes Escalada SAT (a partir de un fallo judicial obtenido por una exconductora del Grupo Plaza) se encuentra obligado a adoptar un 30% de cupo femenino en la conducción de sus vehículos.
Las unidades del Transporte Bicentenario son conducidas exclusivamente por mujeres. Es una línea de colectivo comunal y gratuito, inaugurado el 2 de abril de 2011, perteneciente al Partido de Vicente López, ubicado en la Zona Norte del Gran Buenos Aires.
Con la inauguración del eBus (Buses eléctricos) de la Ciudad de Buenos Aires en el año 2025, se optó que estos fueran operados por choferes femeninas, ampliando así la cantidad de mujeres trabajando en este sector.